# Ikone

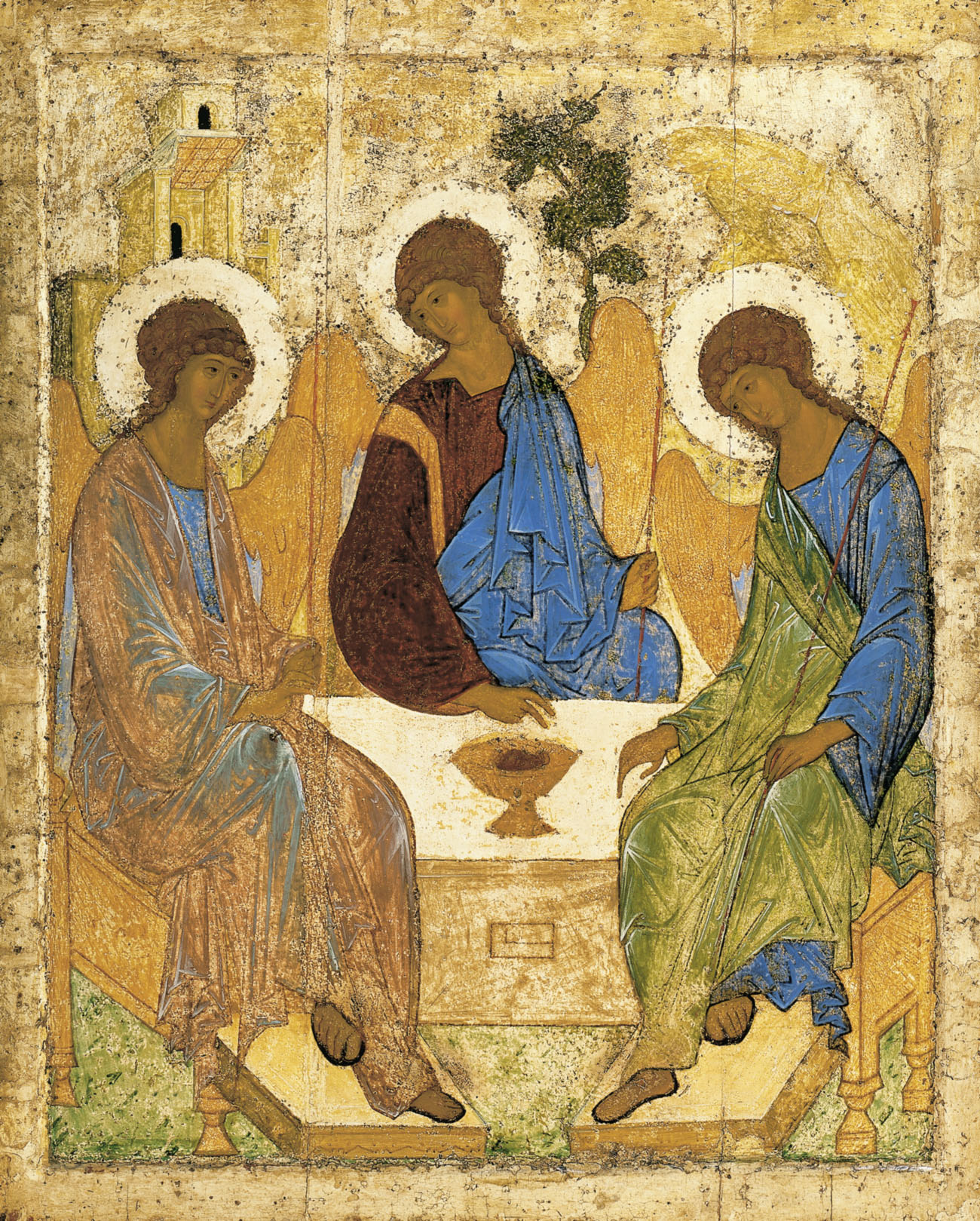
Andrei Rubljows Dreifaltigkeitsikone ist ein vielfach kopierter Prototyp einer Ikonendarstellung. Die künstlerische Behandlung der Doktrin der Dreifaltigkeit zeigt exemplarisch theologische Dogmatik und formularische Nutzung einer umgekehrten Perspektive in der Ikonenkunst, um 1411

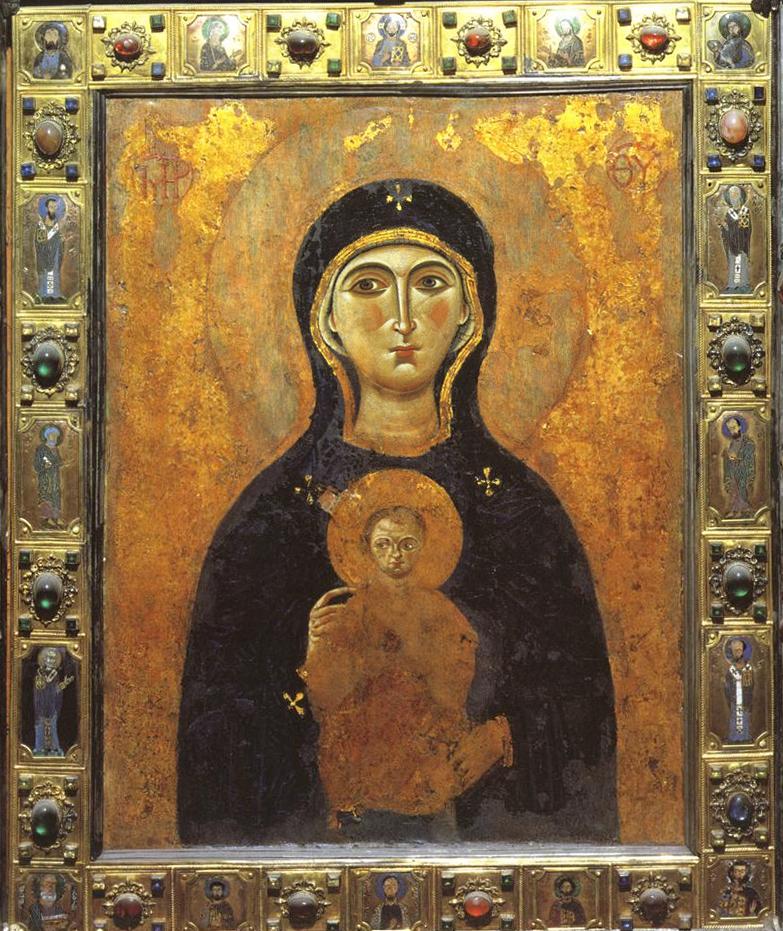
Die Staatsikone Venedigs, die Nikopeia, gelangte als Kriegsbeute des vierten Kreuzzugs 1204 nach Venedig. Konstantinopel, 11. Jahrhundert. Heute in der Cappella della Madonna Nicopeia im Markusdom

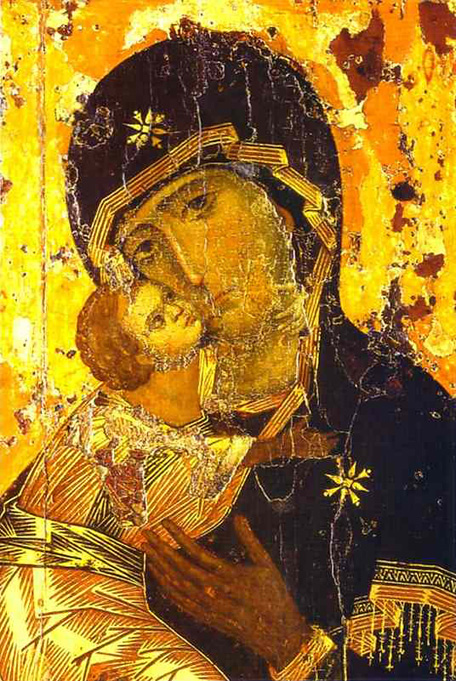
Gottesmutter von Wladimir. Die Muttergottes-Eleusa-Ikone ist eine Arbeit kaiserlicher Werkstätten aus der Zeit der Komnenen, Konstantinopel um 1100.

Ikonen (aus altgriechisch εἰκών eikṓn, später īkṓn, „[das] Bild“ oder auch „Abbild“; im Gegensatz zu εἴδωλον eídolon, später ídolon, „Trugbild, Traumbild“ und εἴδος eídos, später ídos, „Urbild, Gestalt, Art“) sind Kult- und Heiligenbilder, die überwiegend in den Ostkirchen, besonders der orthodoxen Kirchen des byzantinischen Ritus von orthodoxen Christen verehrt werden, jedoch wurden sie auch von und für nicht orthodoxe Christen und Touristen produziert.

## Ikonenmalerei historisch
Die Ikonenmalerei entwickelte sich aus dem Fundus und den Maltechniken der spätantiken figürlichen Malerei, in denen Totenbildnis, Kaiserbildnis und Götterbildnis vorbildgebend waren. Sie ging aus dem Interesse einer sich sakral verstehenden Zentralgewalt im Bereich des kaiserlichen Hofs hervor, deren Bildpolitik sich im gesamten Byzantinischen Reich durchsetzte. Erst mit der Zeit fand sie eine eigene Formensprache, die über Jahrhunderte fundamental für die Darstellung von Heiligenbildnissen in europäischen und anderen christlichen Gesellschaften war. Dieser eigene Ikonenstil, der eine eigene ästhetische Norm beinhaltet und sie von Wandfresken abhob, kann frühestens im Laufe des 6. Jahrhunderts festgesetzt werden. Das Erbe der Ikonenmalerei steht am Beginn der europäischen Tafelmalerei. Sie war im Zeitraum zwischen dem 5. und 15. Jahrhundert über 1000 Jahre ebenso die Einzige. Nach dem Untergang von Byzanz wurde sie von anderen Kulturen in Europa und dem Nahen Osten weitergeführt. Ikonenbilder sind über Perspektive, Kolorit und Darstellung eine eigenständige Form der Malerei. Grundsätzliches stilistisches Gestaltungsmerkmal ist perspektivische Zusammenfassung nichteuklidischer Geometrien und simultane Nutzung gewölbter Flächen mit Inverser Perspektive (hier werden Objekte, die vom Betrachter fern sind, größer dargestellt) und Vogelperspektive sowie Frontalabbildung. Die inverse Perspektive, auch Umkehrperspektive genannt, findet sich aber auch in nahezu allen Evangeliaren und Buchmalereien in Mitteleuropa, dies immer in unmittelbarem Bezug zu Christus oder Heiligen. Die perspektivische Darstellung der Ikonen-Malerei bleibt dadurch von Dogmen der Renaissance-Perspektive (Zentralperspektive) unberührt. Die umgekehrte Perspektive ist als Gestaltungsmerkmal für die in vielen Augen typische „exzentrische“ Darstellung in Ikonen verantwortlich. Während die Umkehrperspektive schon im hohen Mittelalter in der Buchmalerei des Westens zu finden ist, wird sie in der russischen und byzantinischen Ikonenmalerei vom 14. bis 16. Jahrhundert populär. Kunsthistorisch grenzt sie unter anderen Merkmalen Gemälde der „Ikonenkunst“ von anderen Stilrichtungen ab. In der Tradition der Ikonenverehrung differenzierten sich Ost- und Westkirche seit dem 8. Jahrhundert über die Libri Carolini im Frankenreich Karls des Großen, welche die Verehrung ausklammerten.
Im 16. Jahrhundert verbot die calvinistische Richtung Bilder. Als Folge des reformatorischen Bildersturms verlor das Bild seine liturgische Funktion in der Kirche. In den Ostkirchen, mit Ausnahme von Zeiten des Bilderstreits, blieb die Ikonenverehrung Bestandteil philosophischer und theologischer Tradition. Die abendländische Tafelmalerei, die im 13. Jahrhundert von Italien ausgeht, knüpft direkt an die jüngsten Entwicklungen der byzantinischen Ikonen-Malerei an. Sie unterscheidet sich jedoch hauptsächlich in der Gestaltung der Bildträger, indem das Einheitsmaß der Ikone aufgegeben wird. Daraus entwickelte sich durch eine schnelle Gestaltungsänderung das Altarbild, das im Laufe der Zeit immer weniger Gemeinsamkeiten zur Ikone hatte. Ungebrochen bleibt die Rolle der Ikonen im Hochmittelalter in Rom: In ihnen spiegelte sich das Sozialgefüge der Stadt. Sie waren Mittel religiöser, politischer und sozialer Artikulation. Dabei blieb der Import byzantinischer Ikonen grundlegend. Um jene, die ein hohes Alter zu haben schienen, begründete sich, wo sie auftauchten, ein Kult, der dem Ort ihrer Aufstellung zu Macht und Reichtum verhalf. So war es in Venedig die byzantinische Ikone Nicopeia, die als Staatspatronin den Souverän bei Bittgängen und Festakten verkörperte.
Die Bedeutung von wundertätigen Acheiropoieta, die den Jerusalemer Riten der Grabeskirche entstammten, wandelte sich durch in Konstantinopel mehrmals wöchentlich zwischen den Marienpatrozinien stattfindende Ikonenprozessionen zu zentralen Kultgegenständen von Reich und Hauptstadt. Aus dieser Praxis übernahmen die Länder der slawischen Orthodoxie, wo besonders in Moskau und Russland der Ritus der Prozessionsikonen bedeutsam war, nachfolgend als postbyzantinische Zentren, die Ikonenmalerei. Die meist auf Holz gemalten Bilder sind kirchlich geweiht, haben für die Theologie und Spiritualität der Ostkirchen eine sehr große Bedeutung und sind auch im privaten Bereich als Andachtsbilder verbreitet. Der Zweck der Ikonen ist, Ehrfurcht zu erwecken und eine existenzielle Verbindung zwischen dem Betrachter und dem Dargestellten zu schaffen, indirekt auch zwischen dem Betrachter und Gott. Ikonenmalerei galt als liturgische Handlung und war sowohl hinsichtlich Komposition und Farbgebung als auch bezüglich der Materialien im Malerbuch vom Berge Athos genau festgelegt. Ikonen sind in orthodoxen Kirchen nach einem bestimmten Schema an der Ikonostase angebracht, in der die großformatigen Deesis-Ikonen die Hauptreihe bilden. Sie sind ein wesentlicher Bestandteil der byzantinischen Kunst und haben die Entwicklung der mittelalterlichen europäischen Tafelmalerei, insbesondere der Proto-Renaissance in der Maniera Greca beeinflusst.
Auch die orientalisch-orthodoxen Kirchen, zum Beispiel die koptische Kirche und die armenische apostolische Kirche, verehren Ikonen in ihrem Kultus, nicht jedoch die Assyrische Kirche. In koptischen Ikonen sind Einflüsse altägyptischer Kunst zu finden.

## Wortherkunft
In der Bedeutung „Kultbild“ wurde das Wort Ikone als Exotismus im 19. Jahrhundert aus russisch икона ikóna entlehnt. Dieses Wort geht auf kirchenslawisch икона ikona zurück, das von mittelgriechisch εἰκόνα ikóna hergeleitet ist. Zugrunde liegt altgriechisch εἰκών eikṓn ([ejˈkɔːn]) „Ebenbild, bildliche Darstellung“.
Bis ins 5. Jahrhundert hatte der Begriff eikon eine allgemeine Bedeutung, vom Totenbild bis zum Heiligenporträt. Seit dem 6. Jahrhundert etablierte sich der Begriff graphis für säkulare Porträts und eikon ausschließlich für religiöse Gemälde.
Zugleich sind Abbilder die Grundform von Masken, die sich über das Abbild Christi auf einem Tuch zu Ikonen transformieren. Nach Belting sind Ikonen Lebendmasken, die im Kirchenraum aus der liturgischen Praxis das Maskentheater der Antike ablösen.

## Geschichte

### Ikonen in der Spätantike und Byzanz

#### Sakrale Entwicklung

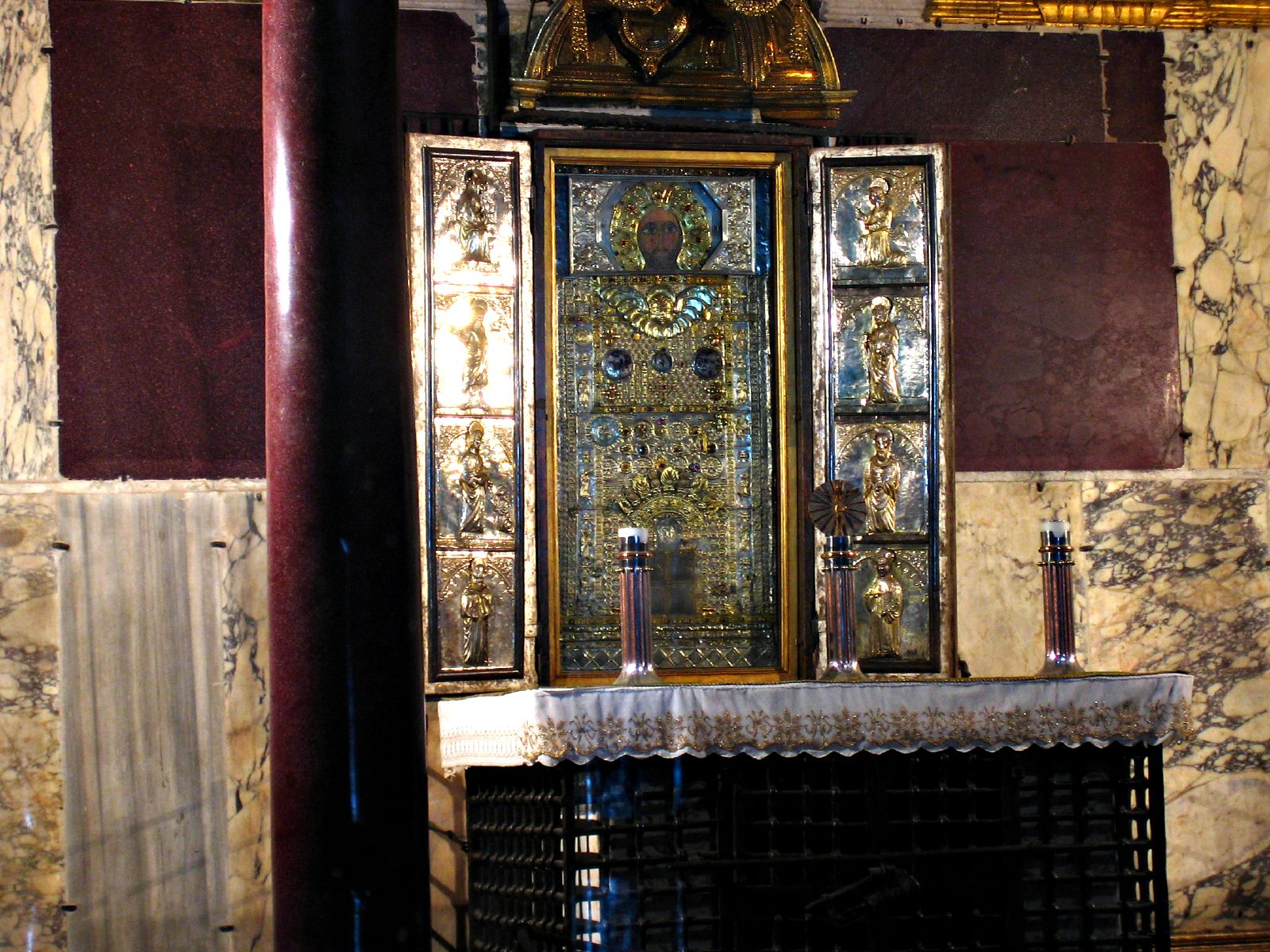
Die Salvator-Ikone in der päpstlichen Kapelle Sancta Sanctorum im Lateran zeigt Analogien zur Ausstellung spätantiker Kaiserbilder

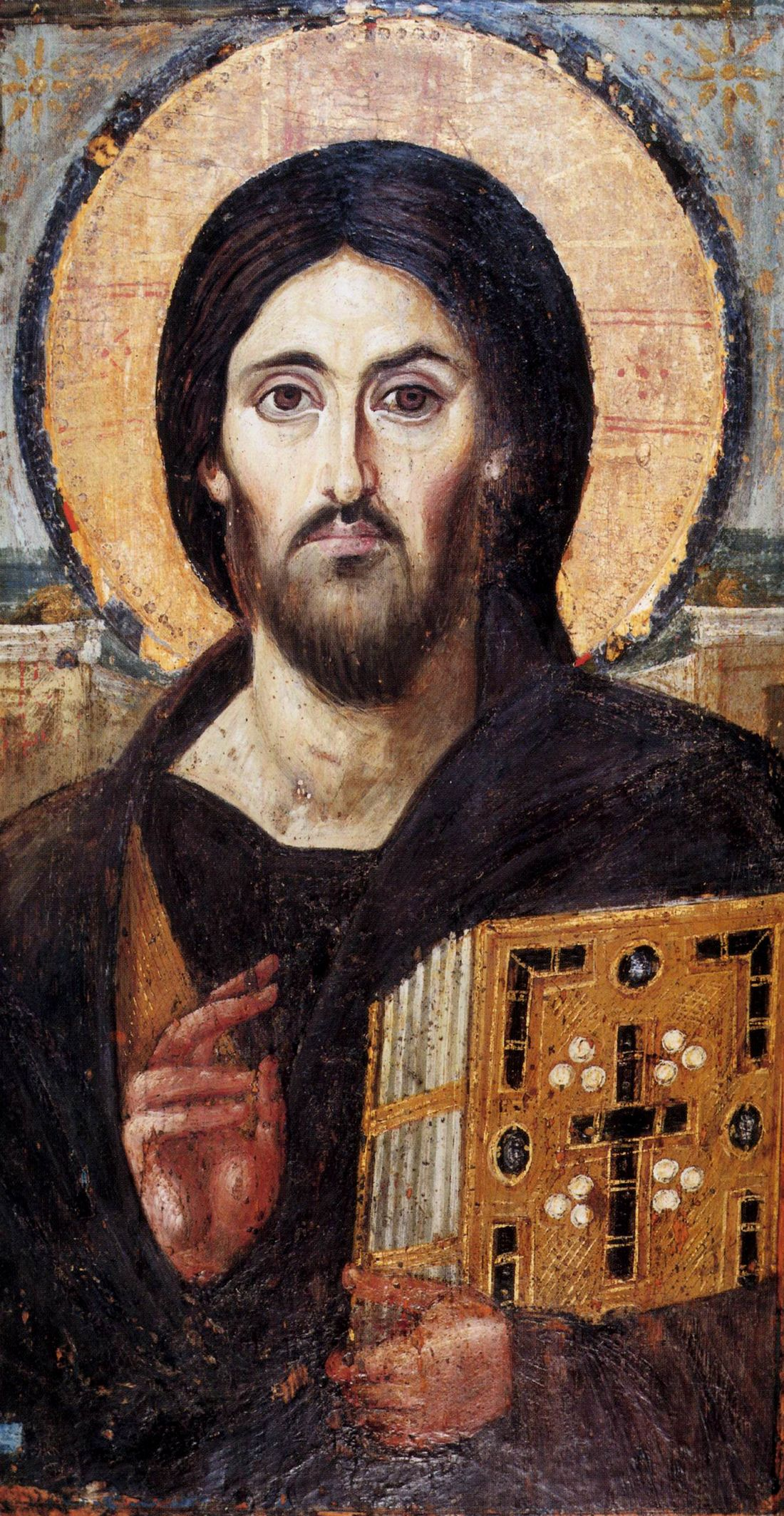
Der Christus Pantokrator aus dem Katharinen-Kloster ist eine der bedeutendsten Ikonen, vermutlich Konstantinopel, 6. Jahrhundert

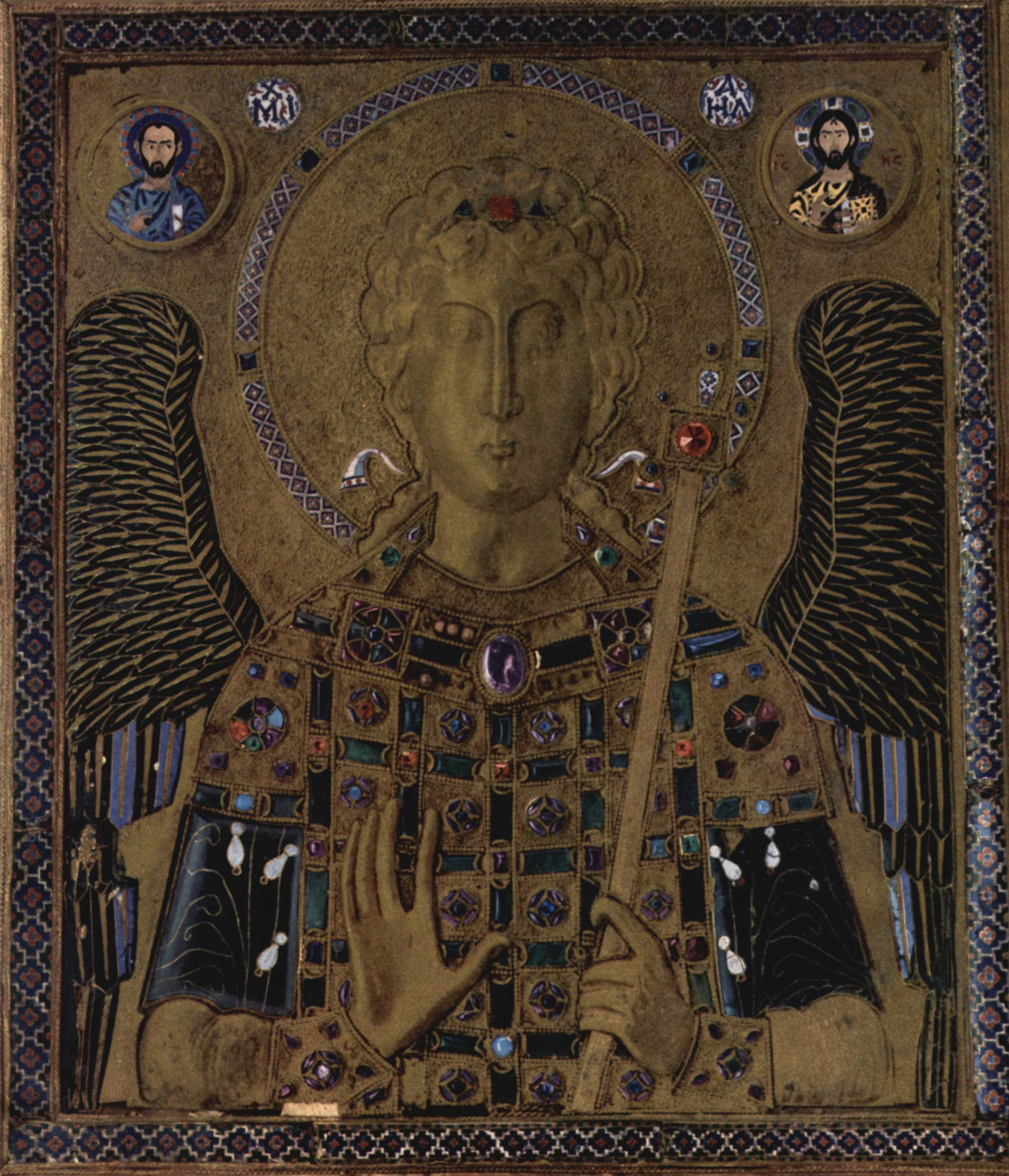
Gold- und Email-Ikone, Konstantinopler Meister, 10. Jahrhundert. Markusdom, Venedig

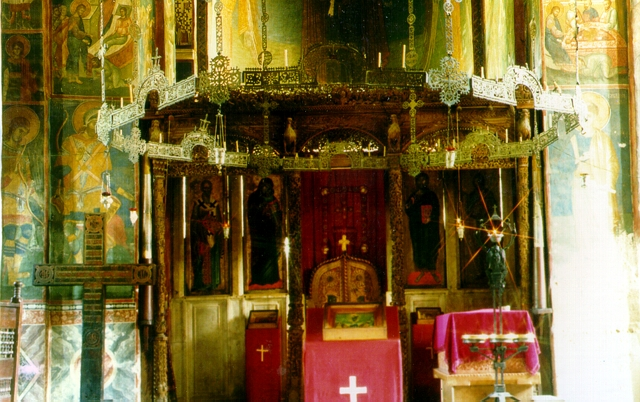
Deesis-Ikonen der mittelalterlichen Ikonostase im Kloster Visoki Dečani. Um 1350

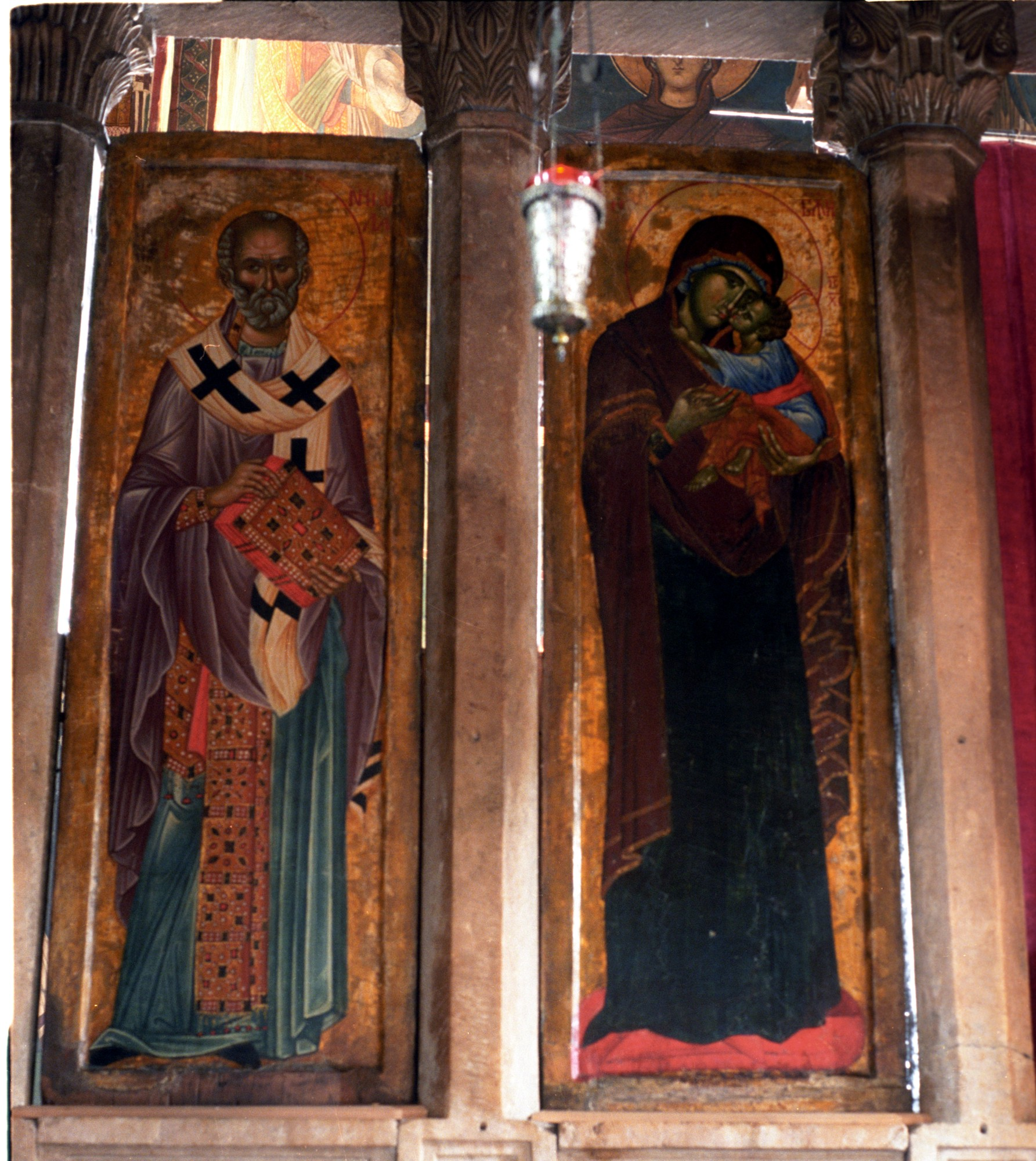
Ganzfigürliche Deesis-Ikonen mit den Darstellungen des Heiligen Nikolaus und der Muttergottes. Ikonostase des Klosters Visoki Dečani, um 1350

Nach Belting steht die Ikone formal und funktional in der Tradition antiker Kultbilder, die sich hauptsächlich in drei Bereiche entwickelt hatten: als Totenbildnis, als Kaiserbildnis und als Götterbild. Die wichtigste Vorlage der Heiligenikone war das Totenbildnis. Indem der Kult dem Grabe galt, aber auch dem Bildnis des Begrabenen, wurde es schließlich als Ikone vervielfältigt.
Seit dem 6. Jahrhundert bildete sich in Byzanz ein staatlicher Kult um Ikonen, der jedoch nicht allein aus dem Kult von Totenbildnissen verstanden werden kann. Der byzantinische Kaiser selbst war Gegenstand ritueller Verehrung. Das Kaiserzeremoniell während offizieller Empfänge beinhaltete eine feste Regie, bei der dieser hinter einem Vorhang statuenhaft auf einem Thron saß und nachdem enthüllt, die Proskynese entgegennahm.
Dieselbe Unterwerfung, die dem Kaiser als lebendem Standbild zufiel, zeichnet die Proskynese vor dem Proskynetarion in der Mitte der Kirchen mit der Ikone des Tagesheiligen oder des Kirchenfestes aus. Dazu standen die Kaiserbilder der Imago imperialis, wie im spätrömischen Kalenderbild der Notitia dignitatum sichtbar wird, ähnlich der sakralen Analogie der Aufstellung der Acheiropoieton der Salvatorikone in Sancta Sanctorum im Lateran, auf einem Podest und bildeten gleichsam das Zentrum eines „Altars“. Ein weiteres Element, das die Entwicklung der Ikonen prägte, war das Signum von Standarten und Feldzeichen. Konstantins Kaiserstandarte, das Labarum, trug das Signum Christi. Über den Bildnissen des Kaisers waren womöglich der Clipeus Christi befestigt. Er trug aber noch kein Porträt, sondern das Christusmonogramm oder das Kreuz. Zwei Jahrhunderte später waren Christusbildnisse in den zivilen und militärischen Kult des Imago imperialis eingeführt worden. Christus erscheint in Bildnissen somit zunächst nicht am Kreuz, sondern im Clipeus Christi als imperialer Feldherr. Die Bildnisse hatten aus dieser Entwicklung auch zunächst die Form eines Bildnistondos genommen, was aus der frühen Assoziation zwischen Kaiser- und Christusikone übernommen worden zu sein scheint. Ikonen als Rundbilder erschienen in einem Psalter aus dem 9. Jahrhundert, sowie einem kaiserlichen Heiligenkalender des 10. Jahrhunderts, in denen sich Ereignisse des Bilderkrieges begegnen, nämlich die Überpinselung von Ikonen sowie die Wiedereinführung derselben durch Kaiserin Theodora 843.
Auch die Übernahme von Bildnisschildern der römischen Legionen in die frühe Ikonenmalerei ist belegt. Form und Inhalt der Ikonen sind somit aus einer erstaunlichen Vielfalt von spätantiken Gestaltungsthemen hervorgegangen. Das Themenreservoir der frühen Figurenmalerei war Grundlage der Anfänge der Ikonenmalerei, die, bevor sie zu eigenen Formen fand, sich zuallererst aus dem künstlerischen Fundus und den technischen Merkmalen der antiken Malerei bediente.
Aus literarischen Quellen sind Ikonen seit dem 4. Jahrhundert nachweisbar. Die ältesten erhaltenen Ikonen stammen aus dem 6. Jahrhundert; allerdings sind aus der Zeit vor den Zerstörungen des byzantinischen Bilderstreites (9. Jahrhundert) nur noch sehr wenige Exemplare, meist aus abgelegenen Gegenden, vorhanden.
Erst nach dem Ende des Ikonoklasmus im Jahre 843 wurden Ikonen zum beständigen integralen Teil der Orthodoxie. Ihre Form, auf Holz gemalt, erhielten sie erst im Hochmittelalter. In der Spät- und postbyzantinischen Zeit beeinflussten Ikonen die Welt der Orthodoxie und weit darüber hinaus. Portable Ikonen besaßen im Spätmittelalter eine hohe Wertschätzung und wurden auch exportiert. Die Quantität spätbyzantinischer Ikonen übertraf dabei bei weitem diejenige früherer Perioden. Damit verbunden war gleichzeitig eine Zunahme der Dimensionen: Große Ikonen waren über 1,5 Meter hoch. Damit hatten viele Darstellungen Überlebensgröße. Die älteren Holzikonen der mittelbyzantinischen Epoche waren meistens kleineren Formats. Gleichzeitig wurden Privatikonen aus kostbaren Materialien gefertigt: Gold, Silber, Edelsteine, Elfenbein und Email. Aufgrund des großen Materialwertes wurden sie nur in kleineren Formaten produziert und blieben gerade wegen ihrer Kostbarkeit häufig erhalten.
Gleichzeitig gab es auch gemalte Ikonen auf Holz, die einfacher gestaltet waren. Nur wenige vor dem 12. Jahrhundert geschaffene Ikonen sind erhalten. Ab dieser Zeit nahmen Ikonen sowohl an Zahl als auch an Größe zu. Im 14. und 15. Jahrhundert waren die großen Deësisikonen mit 1,5 Meter Höhe keine Seltenheit mehr, und auch noch größere Exemplare waren nicht ungewöhnlich. Der Hauptgrund für diese Zunahme in Quantität und Dimension war die Praxis Ikonen am Templon anzubringen, dem hölzernen oder gemauerten Vorhang, der den Altar abschirmte. Schon im 8. Jahrhundert wurden Gemälde an der Außenseite des Templon, am Architrav, angebracht. Mit der Zeit befestigte man immer mehr Ikonen am Architrav, bis irgendwann auch der Raum zwischen den Säulen die Sicht auf das Allerheiligste verdeckte. Damit wurden Holzikonen das übliche Medium der Templonbildnisse. Hierdurch wurde die Produktion und den Handel mit Tafelbildern befeuert, was unter anderem die spätbyzantinische Periode auszeichnete.
Im späten 13. Jahrhundert war die Schmückung des Templons mit dazwischen befestigten Holzikonen zum Standard geworden. Damit definierten sich die Ikonen in Größe, Formen und Art der Darstellungen. Ikonen mit 1,2 bis 1,8 m Höhe nahmen den Platz zwischen den Säulen des Templons ein. Die zentrale Darstellung und Kernstück der Ikonostase sind die Ikonen der Deësis. Auf großen Deësis-Ikonen stehen neben der Himmelstür der Ikonostase mit den gewöhnlich ganzfigürlichen Darstellungen des am jüngsten Tag zu Gericht sitzenden Christus diesem zur Seite die heiligen Maria und Johannes der Täufer. Deren Anzahl wuchs mit der Zeit. Während im Kloster Visoki Dečani 1350 vier Deësis-Ikonen im Templon der Marmor-Ikonostase stehen, kennen russische Ikonostasen bis zu vierzehn Deësis-Ikonen.
Vor allem aus Griechenland, Mazedonien, Russland, Rumänien und Zypern ist eine Vielzahl von Ikonen erhalten. Wichtigste Techniken sind im 6. Jahrhundert die Enkaustik, seit dem 7. Jahrhundert die Temperamalerei auf Holz, ferner Mosaiksetzereien und Schnitzereien in Holz und Elfenbein. Die zum Kuss ausgestellten Ikonen wurden und werden häufig an bestimmten Stellen mit verzierten Messing-, Eisen- oder Silberblechen, dem Oklad, beschlagen und so geschützt. Motive der Ikonenmalerei sind vorzugsweise Christus- und Heiligenbilder sowie die Darstellung von Glaubensgeheimnissen.

#### Ikonenkulte in Ost- und West

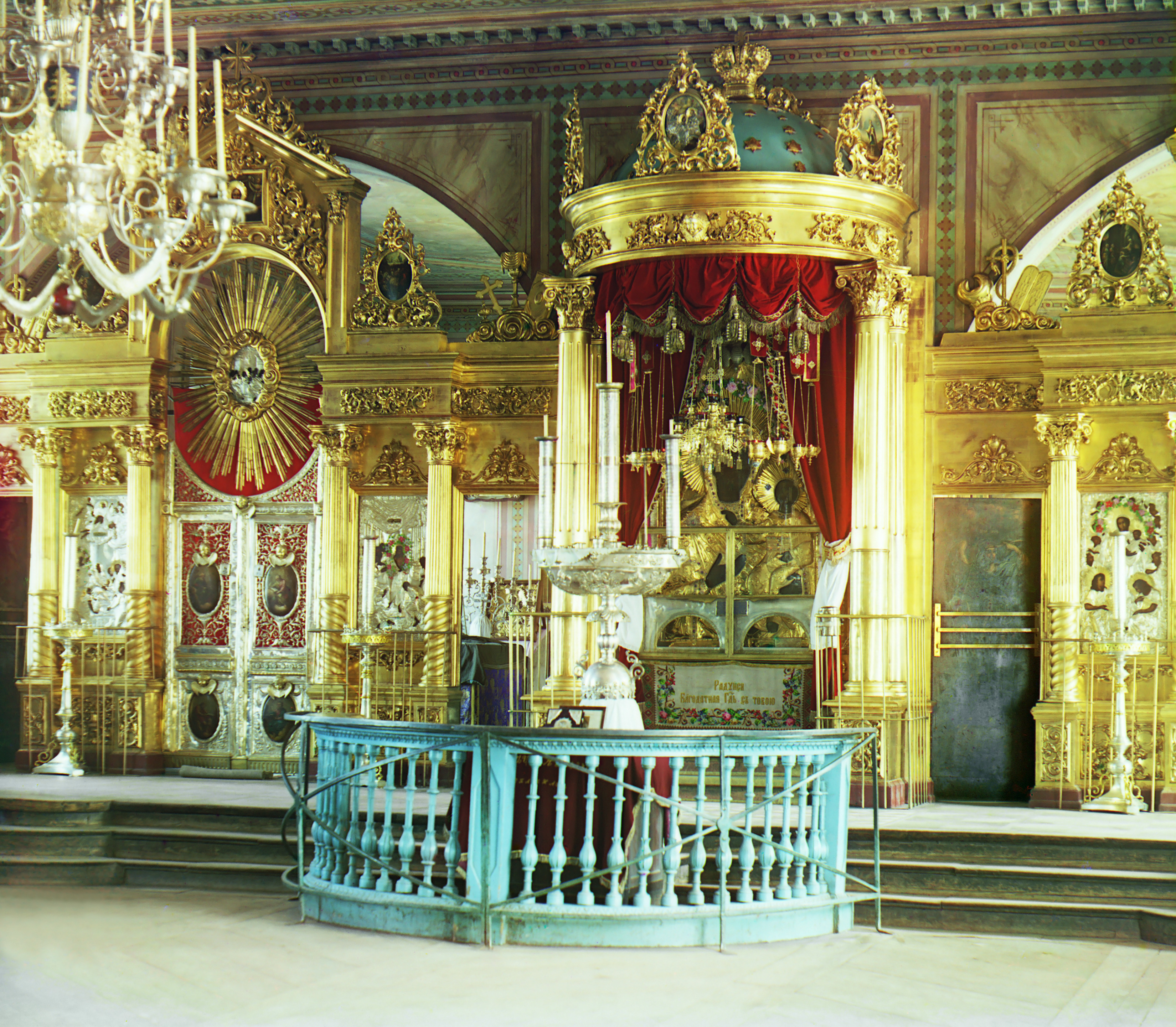
Die Hodegetria in Smolensk stellte ein Heiligtum Russlands dar. Am Tage der Schlacht von Borodino wurde sie in einer Prozession durch Moskau getragen. In Krieg und Frieden beschreibt Tolstoi, wie Kutuzov vor ihr kniet. Sie verschwand 1942/43 spurlos.

Die Idee, dass der Ikonenkult ein permanenter Faktor der östlichen Orthodoxie ist, wurde nach Antonova häufig als übertriebener Kontrast zwischen östlicher (orthodoxer) und westlicher (katholischer) Identität betont. Es ist demnach nur eine Manifestation, Unterschiede zwischen orthodoxer und katholischer Theologie zu unterstreichen. Genaue Betrachtungen über das Mittelalter hinweg ergeben die Erkenntnis, dass bis zur Reformation orthodoxer Osten und katholischer Westen eine fundamental ähnliche Einstellung zu religiöser Bildlichkeit hatten. Im zweiten ökumenischen Konzil von Nikäa 787 wurde die theologische Position Ikonen gegenüber bis dato am ausführlichsten dargelegt. Byzanz und das römische Papsttum nahmen in der Frage ähnliche Positionen ein, nicht jedoch die fränkische Kirche, deren Theologen in den Libri Carolini ihre Einwände geltend machten. Papst Hadrian I. trug aktiv zu den Beschlüssen von Nicäa II. bei, und die päpstlichen Dokumente auf dem Konzil bilden die offizielle Stellung der römischen Kirche. Die negativen fränkischen Antworten auf die griechischen Ansichten zur Ikonenverehrung gehen jedoch mutmaßlich auf unpräzise und falsche Übersetzung aus dem Griechischen zurück. So wurden die beiden griechischen Begriffe – time oder „Verehrung“ (Bildern gegenüber) und latreia oder „Anbetung“ (Gott alleine gegenüber) – ins Lateinische zusammen als „adorare“ übersetzt.
Damit ging die feine Distinktion in der Basis der Ikonenverehrung verloren und die Franken blieben dieser gegenüber negativ eingestellt. Sie verurteilten Verehrung von Ikonen auf den Konzilen von Frankfurt (794) und Paris (825), jedoch blieb die Position nur eine kurzlebige, da die Beschlüsse ihrer Kirche mit der Zeit verloren gingen. Eine Antwort des Papstes an Karl den Großen (793?) ist eine Verteidigung der Ikonophilie. Er begründete die Verehrung von Ikonen auf christologischer und traditioneller Grundlage. Diese Argumente entsprachen byzantinischer Denkrichtung. Dennoch bildete in einem erweiterten historischen Kontext die antagonistische Position der Franken Rom und Byzanz gegenüber einen Vorgriff auf spätere Ereignisse, die im Zeitalter der Reformation im Westen zu tragen kamen. Die Verehrung von Ikonen war in Rom schon zu Anfang des 7. Jahrhunderts präsent, die jährliche Prozession der Christusikone aus dem Lateran nach der Basilika Santa Maggiore in Rom war im 8. Jahrhundert ein fester Bestandteil des liturgischen Jahres. Im Mittelalter gab es Analogien in der Haltung gegenüber einzelnen Ikonen. So war die „Nikopeia“ aus dem 11. Jahrhundert ein Palladium der Byzantiner. Sie galt in Zeiten von Krieg und Bedrohung als ihr himmlischer Kommandant.
Nachdem die Kreuzritter sie 1204 nach Venedig verbracht hatten, kam ihr die Stellung einer Ikone des Heiligen Lukas zu, sie zur Spitze der Republik und mit Ehren bedacht. Noch Leonardo da Vinci beschrieb, wie im Italien der Renaissance sich Gläubigen vor besonders verehrten Heiligenbildern ekstatisch und exaltiert aufführten, sich auf den Boden warfen und vor dem Bild für Gesundheit und Seelenheil beteten.

#### Staatsikonen Konstantinopels

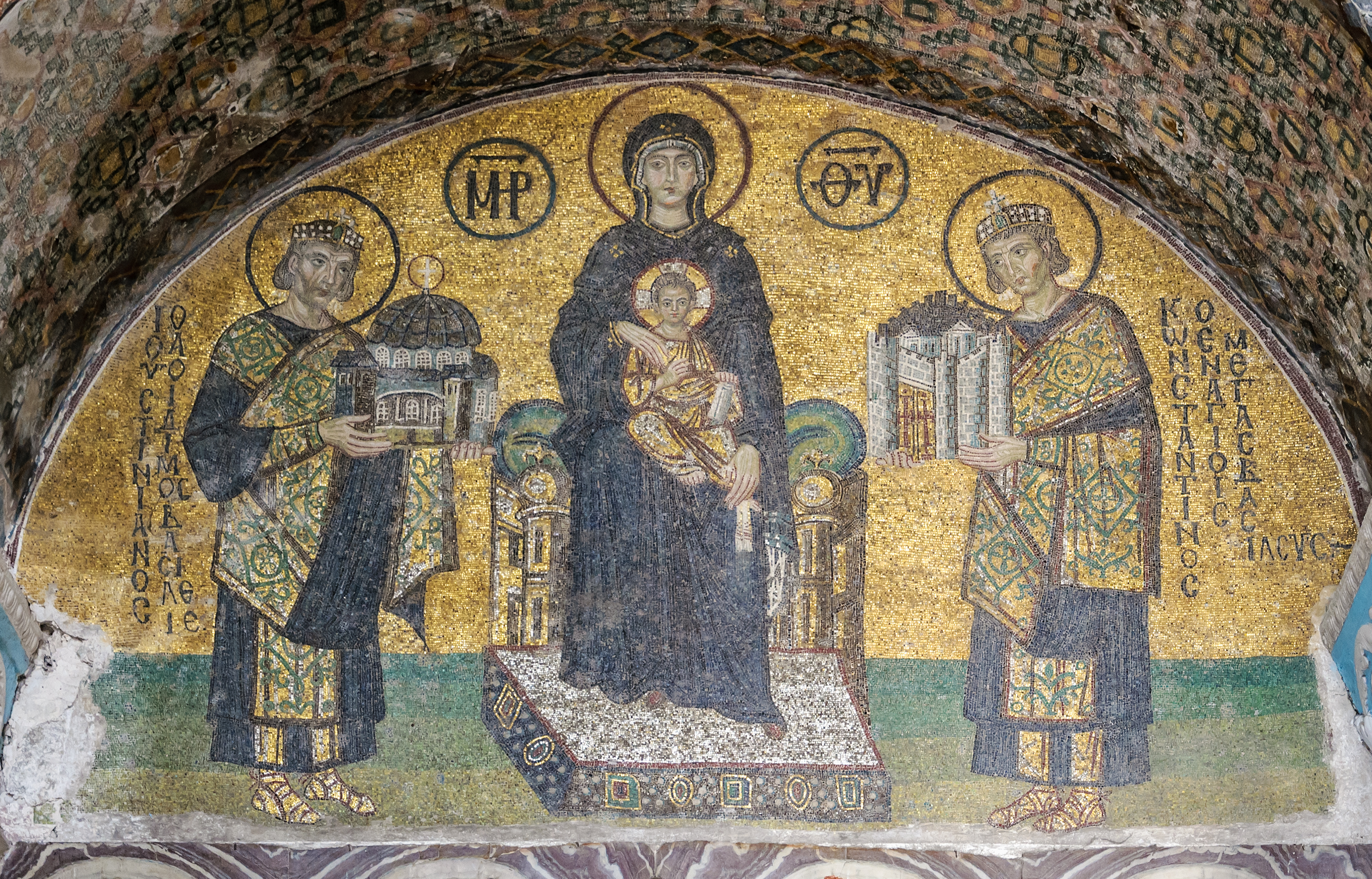
Das emblematische Mosaik im Vestibül über dem Südwestportal der Hagia Sophia bezeugt, dass Stadt und Hauptkirche dem Patronat der Gottesmutter geweiht waren. Dass sie Schutzpatronin Konstantinopels war, ist einer der Hauptgründe der stark ausgeprägten Marienverehrung im byzantinischen Reich.

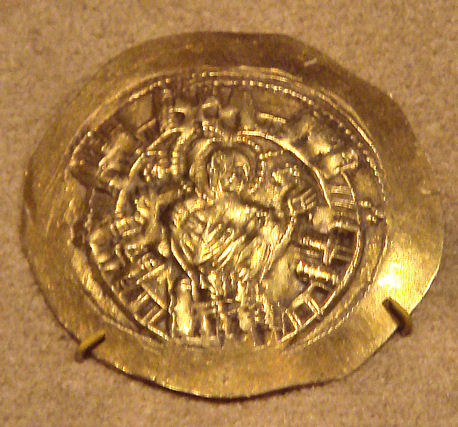
Hyperpyron Michael VIII. Palaiologus, mit der Darstellung der Ikone der Theotokos Orans über den Mauern von Konstantinopel.

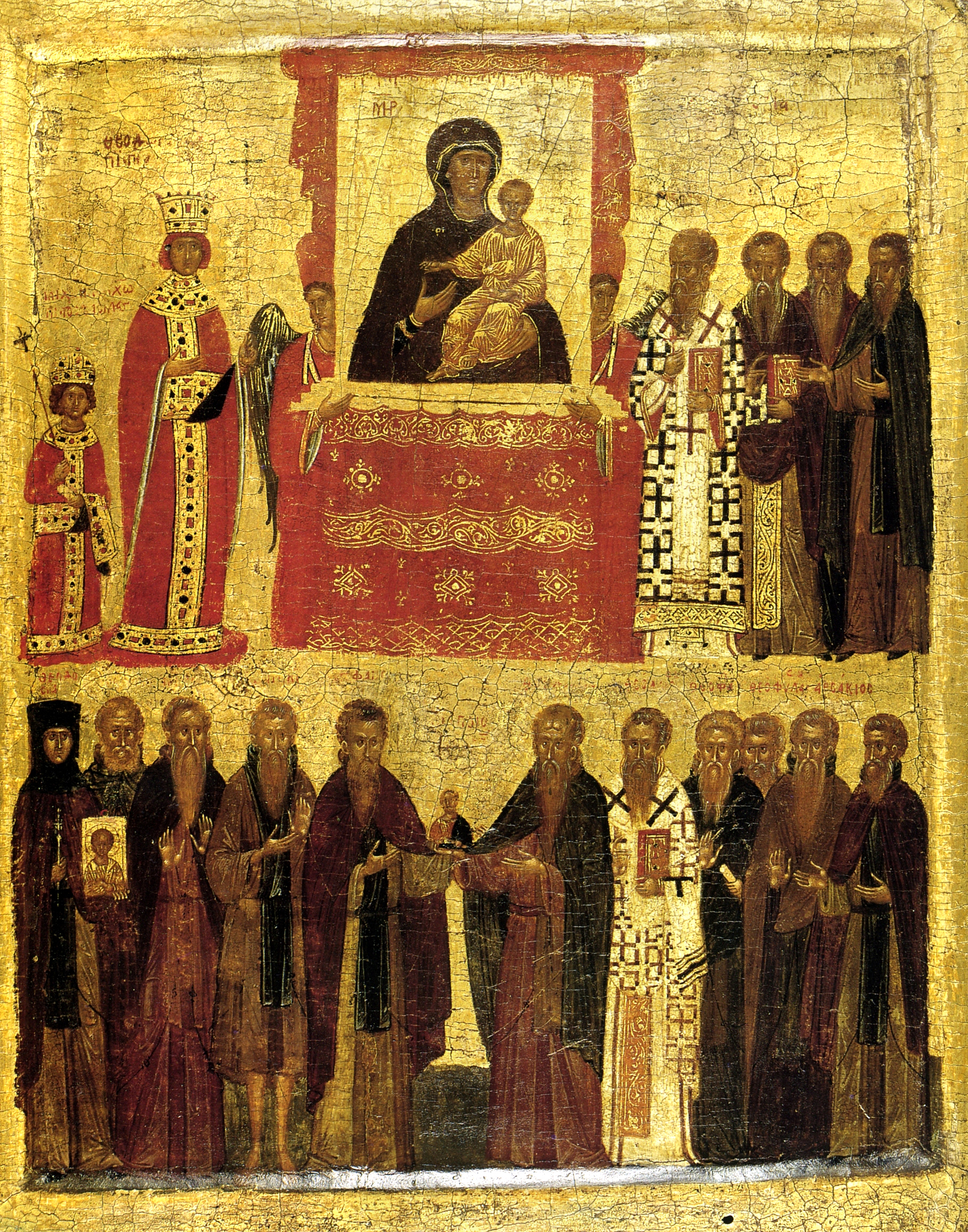
Die Ikone der Darstellung des Triumphs der Orthodoxie bildet selbst eine Ikone ab. Es ist die Theotokos Hodegetria, Konstantinopels bedeutende wundertätige Prozessionsikone des Hodegonklosters neben der Kaiserin Theodora II. steht. 14. Jahrhundert, British Museum

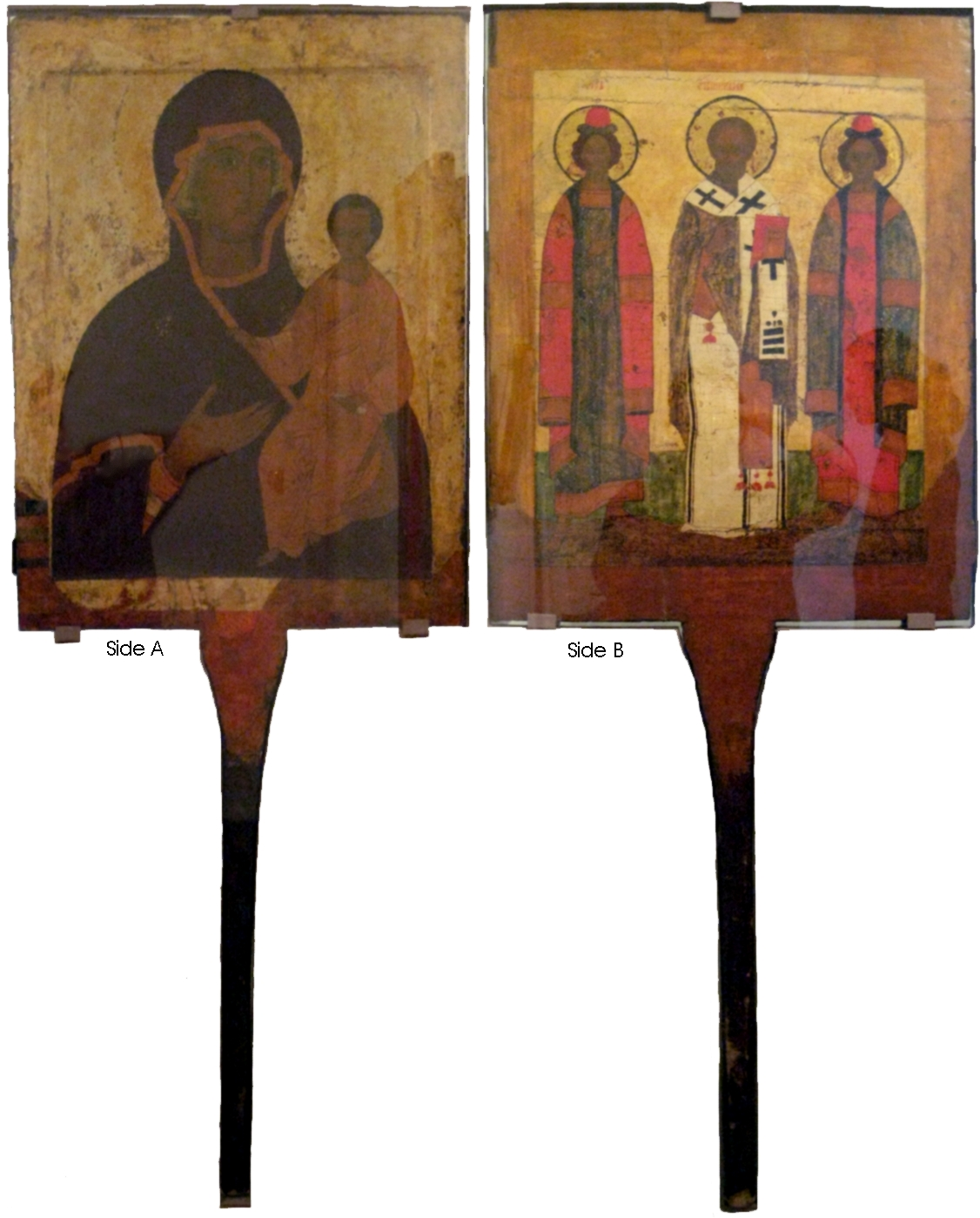
Ikonen waren und sind Hauptbestandteile von Prozessionen. Diese Form öffentlicher Fürbitte und Heils wurde über Jerusalem nach Konstantinopel übertragen.
So fanden seit dem 6. Jahrhundert jeweils dienstags und freitags zwei große Ikonenprozessionen statt, die durch die wundertätigen Ikonen der Theotokos, Hodegetria, Theotokos Eleusa und Theotokos Blacherniotissa angeführt wurden. Diesen Hauptikonen schlossen sich zahlreiche weitere Marienikonen an.

Seit Heraklios (610-41) galt die Ikone dem Kaiserbild übergeordnet. Sie verdrängte das Kaiserbild vom Avers (Frontseite) auf den Revers des Solidus. Die bisherigen Themen der Münzbilder wurden vereint, indem der Kaiser das Kreuz selbst in der Hand hält. Somit war die imperiale-antike Darstellung gegen eine religiös-kirchliche eingetauscht worden und die Kaiser als Stellvertreter Christi auf Erden in einer hierarchischen Rangfolge durch ihre Bildnisse geprägt. Die byzantinischen Kaiser betrieben seit dieser Zeit einen intensiven Ikonenkult, zu dessen Zweck spezielle Zeremonien um dynastische Ikonen gehalten wurden. Ikonen hatten nun die Funktion von persönlichen Patronen und Palladien, die unter Justinian II. als Propagandamittel gegen Rivalen im Westen und Osten eingesetzt wurden.
Eine besondere Entwicklung nahm der Glaube an wundertätige Ikonen, die überwiegend Marienikonen waren. Diese Interdependenz zwischen der ikonographischen Darstellung der Jungfrau Maria und der Wundertätigkeit dieser Ikone ist im engsten mit der Hierotopie Konstantinopels verbunden, dem Weltzentrum des Mediterrans im Mittelalter, welches der Jungfrau Maria geweiht war. Als Archetypus des Umbilicus mundi, Neu-Jerusalem, bildete Konstantinopel seit dem achten Jahrzehnt des fünften Jahrhunderts das zentrale Zentrum der Marienverehrung.
Die Gottesmutter galt in Exegesen und Hymnen als Verkörperung der heiligen Weisheit, die gefüllt vom Heiligen Geist, die Verbindung des alttestamentlichen Archetypus der heiligen Stadt zum neuen christlichen Archetypus manifestiert, das in der Kapitale des byzantinischen Weltreiches entstanden war.
Neben den in der Stadt vorhandenen Reliquien der Christus- und Marienverehrung waren es besonders Ikonen, die eine Präsenz Mariens in Konstantinopel bekundeten. 3600 Reliquien von 467 Heiligen und 1000 Kirchen machten Konstantinopel insgesamt zur unvergleichlichen Manifestation christlicher Ideologie. Der Überlieferung nach wurde die Ikone der Jungfrau Maria, deren Anfertigung dem Evangelisten Lukas zugeschrieben wurde von der Kaiserin Aelia Eudocia, der Gemahlin Theodosius’ II., von Jerusalem nach Konstantinopel gebracht.
In den Augen der Byzantiner war dies gleichsam die Ur-Ikone, die vom hl. Lukas nach lebenden Vorbildern gemalt und eben als erste nach Konstantinopel gebracht wurde. Aelia Pulcheria, die einflussreiche Tochter des Kaisers Arcadius, ließ nach allgemeiner Überzeugung der Byzantiner der post-ikonklastischen Zeit zu Ehren dieser Ikone die der Gottesgebärerin geweihten Basilika des Hodegonklosters (Theotokos ton Hodegeon) erbauen, die im 12. Jahrhundert und folgend eine besondere Stellung innehatte. Hier wurde die Hodegetria als bedeutendste Ikone Konstantinopels verehrt und war damit Ziel von Wallfahrten.
Die Zuschreibung der Schaffung des Bildnisses durch den Evangelisten Lukas hängt womöglich mit der Präsenz der Hodegetria in imperialer Symbolik und den Zeremonien, in der die Hodegetria zur Beschützerin der Stadt und des Reiches aufstieg, zusammen.
Sie war damit eine der am meisten verehrten Heiligtümer Konstantinopels. Die Aufstellung der Marienikonen, sowie der gleichzeitige Marienkult, der in der theodosianischen Epoche seinen Anfang nahm, bestimmte in emblematischer Weise Konstantinopel als symbolischen „Aufenthaltsort“ Mariens. In den folgenden Jahrhunderten bildete Maria im Bewusstsein der Byzantiner ein Bollwerk für die Stadt, dass diese gegen die Feinde verteidigte.
Daraus entstand auch die Manifestation der sich bewegenden Ikonen, wie die Geschichte des wundersamen Verschwindens und der Wiederkehr der Maria-Romana-Ikone von Rom nach Konstantinopel nach Ende des Ikonoklasmus. Diese Erzählung vom 11. Jahrhundert beschreibt somit eine wundertätige Ikone. Über Konstantinopel hinaus wurden wundertätige Ikonen auch in den Kapitalen der slawischen Orthodoxie bekannt. Moskau, Nowgorod, Suzdal, Veliko Tarnowo und Belgrad besaßen jeweils eine oder mehrere besonders verehrte Ikonen, denen in ebensolcher Weise wie der Hodegetria Konstantinopels das Palladium von Stadt und Reich zufiel.
Die Entwicklung der Verbindung von Ikonen mit der tatsächlich geglaubten Präsenz Mariens sowie deren Wundertätigkeit, war seit der Bedrohung des Reiches durch Perser, Awaren, Slawen und Araberals Palladium bei Abwehr Konstantinopels im 6. Jahrhundert präsent. Kaiser Justin II. ließ 574 eine wundertätige Ikone mit dem Abbild Jesu aus Camuliana nach Konstantinopel bringen, dreihundert Jahre, bevor das Mandylion von Edessa unter Nikephoras Phokas (963–969) diese Funktion übernahm. Kaiser Herakleios nahm die Camuliana auf seinen Kriegszügen gegen die Perser mit. Als Perser, Slawen und Awaren 626 die Stadt angriffen, wurde die Erlösung der Stadt einer Marienerscheinung sowie dem in der Stadt befindlichen Marienreliquie des Maphorions sowie der Ikone der Theotokos Hodegetria zugesprochen.
Die Anrufung Mariens durch die Hodegetria entwickelte sich in mehreren Phasen. Unter den Komnenen erreichte die Bedeutung der Theotokos Hodegetria einen Gipfel. Der bedeutendste öffentliche Prozessionszug der Hauptstadt, der jeden Dienstag durch die Straßen von Konstantinopel ging, wurde von dieser Ikone angeführt. Die Verehrung der Hodegetria anlässlich der jährlichen Trauerfeier der Kaiserfamilie zur Zeit der Komnenen in der Memorial-Stiftung des Pantokrator-Klosters bildete den Höhepunkt des liturgischen Jahres.
Die Theotokos Hodegetria wurde in das kaiserliche Mausoleum getragen und in Nähe der Kaisergräber in der Sankt Michaelskirche aufgestellt.
In dieser Handlung wurden dynastischer Kult mit dem Symbol des Palladiums von Reich und Hauptstadt im sakralen Zentrum des Pantokratorklosters verbunden. Die Dienstagsprozession der Hodegetria wurde nach 843 eingeführt und bildete nach Überwindung des Ikonoklasmus den ultimativen Triumph der Orthodoxie. Die Dienstagsprozession in Konstantinopel entstammte ursprünglich liturgischer Praxis der Stadt Jerusalem. Nach Erlösung von den Folgen des Erdbeben 438/38, die durch Intervention einer Ikone, die dem heiligen Lukas zugeschrieben wurde, führte die Ikonenprozession zum Ölberg. Die Prozession der Hodegetria folgte jeden Dienstag frühmorgens vom Platz vor dem Hodegonkloster durch die Straßen Konstantinopels bis zum Marienheiligtum in Blachernai.
Auf ihrem Weg wurde die Prozession von anderen Ikonen sowie heiligen Objekten aus den Kirchen begleitet. Jede Woche nahm die Prozession den Weg in eine andere Kirche sowie einmal im Jahr zum Memorialfest der Kaiserdynastiezum Pantokratorkloster.
Durch die feierliche Prozession der Ikone zum Kloster wurde dieses wie auch die gesamte Stadt symbolisch geheiligt. Daneben fand jeden Freitagabend die zweitbedeutendste Prozession Konstantinopels von Blachernai zur Chalkopratenkirche, wo der Gürtel Mariens aufbewahrt wurde, statt. Diese Prozession wurde von der Theotokos Blacherniotissa angeführt.
Die Theotokos Hodegetria bildete auch das Siegeszeichen, das der Kaiser Michael VIII. Palaiologos am 12. August 1261 bei seinem Triumphzug durch Konstantinopel vom Goldenes Tor über die Mese zur Hagia Sophia vor sich tragen ließ. Michael VIII. ließ anlässlich der Rückeroberung Konstantinopel auf seinem Siegel die Darstellung der Muttergotter Hodegetria abbilden.
Eigentlich entspricht die Darstellung zwar der Muttergottesikone Theotokos Blacherniotissa, die im Marienheiligtum mit der Hauptreliquie der Gottesmutter nahe dem neuen Blachernen-Palast aufbewahrt wurde, jedoch verband die Darstellung damit die Kulte der Reliquie mit dem des Palladiums der Theotokos Hodegetria.
Eine Abbildung der Ikone Theotokos Orans über den Mauern der Stadt schmückte ebenfalls in der Regierungszeit von Michael VIII. und Andronikos II. den Revers des Hyperpyron.

### Ikonen bei den Slawen

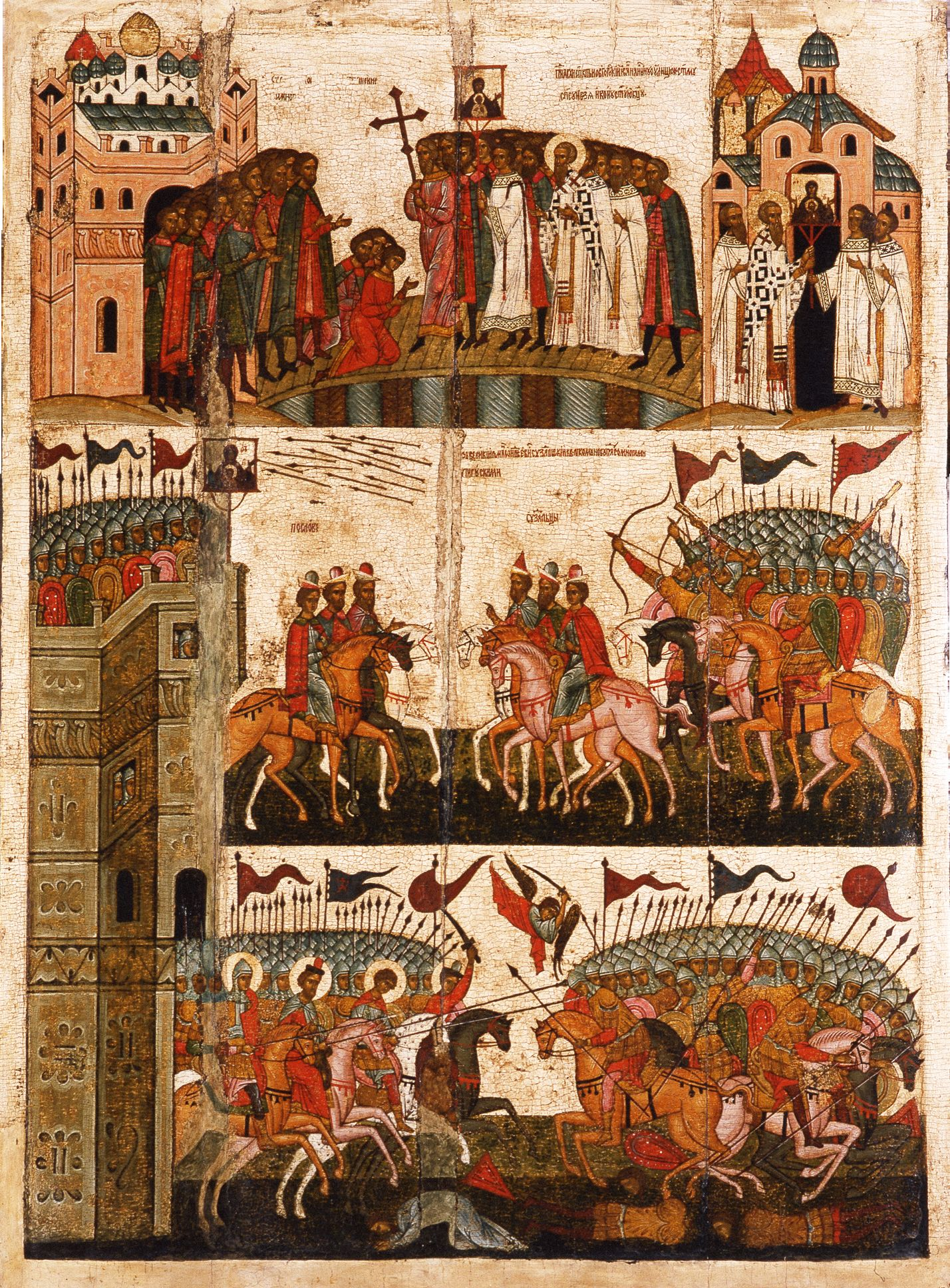
Die Wundertätigkeit von Ikonen ist in der Ikone der Schlacht zwischen Nowgorod und Suzdal dargestellt. Nachdem ein Pfeil die Maria-orans-Ikone Nowgorods traf, brach ein Himmelsgericht über die Armee Suzdals ein. Nowgorod, ca. 1475

Marienpatrozinien waren im Mittelalter in Serbien bedeutend. 1402 erfolgte die Bestimmung Belgrads zur Hauptstadt des serbischen Despotats durch Stefan Lazarević. Die Marienverehrung war in Belgrad schon seit byzantinischer Zeit verbreitet. Die aus dem 11. Jahrhundert stammende byzantinische Belgrader Marienikone teilte, wie die Ur-Hodegetria, in gewisser Weise das Schicksal Belgrads und seiner Einwohner.
Sie verschwand nämlich 1521 bei der Einnahme der Stadt durch die Osmanen. Eine Kopie der Bogorodica Beogradska findet sich heute im Stephansdom in Wien. Die wundertätige Belgrader Marienikone, die sich in der Belgrader Metropolitankirche befand und die Jörg von Nürnberg dem heiligen Lukas zusprach, war demnach ebenfalls eine Hodegetria.
Dass diese Ikone schon lang hoch verehrt war, berichten die Altserbischen Herrscherbiographien. Danilo II. erzählt in der Hagiographie von Hélène d’Anjou, dass die byzantinische Kaisertochter Simonida, Gemahlin des serbischen Königs Stefan Uroš II. Milutin, anlässlich ihres Besuchs in Belgrad 1315 zuallererst vor der Marienikone betete:

„So zog die Fromme mit großer königlicher Prachtentfaltung durch ihre Gebiete und erreichte die berühmte und bedeutende Stadt, genannt das serbische Belgrad, das am Ufer der Flüsse Donau und Save liegt. Und hier betete sie mit Andacht in der großen Metropolitankirche vor der wundertätigen Ikone der Allerheiligsten Gottesmutter.“

### Byzantinische Ikonenmalerei in Italien

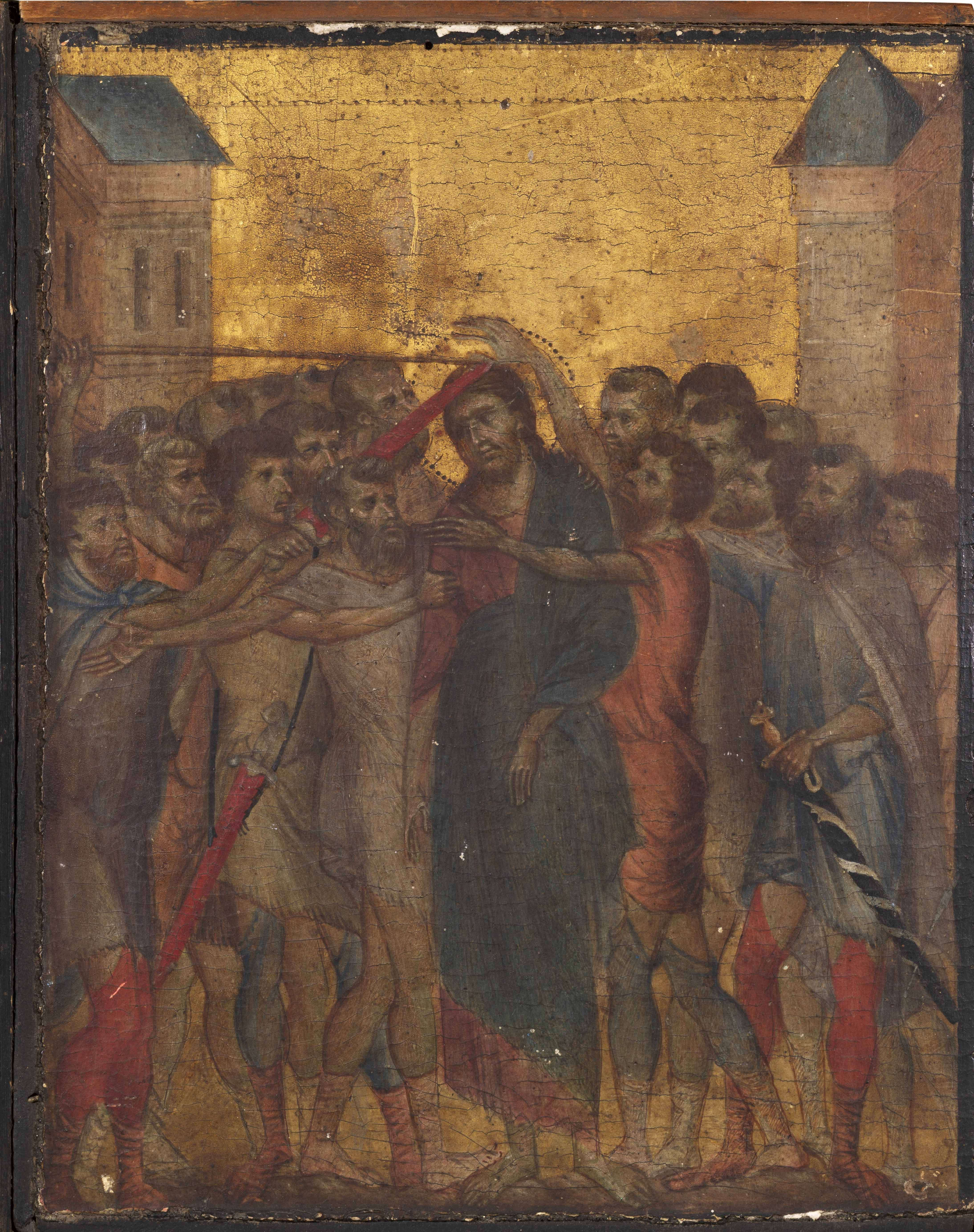
Cimabues erst 2019 entdecktes Werk „Verspottung Christi“ war Teil eines Altar-Triptychons. Cimabue gilt als letzter der italienischen „Byzantiner“.

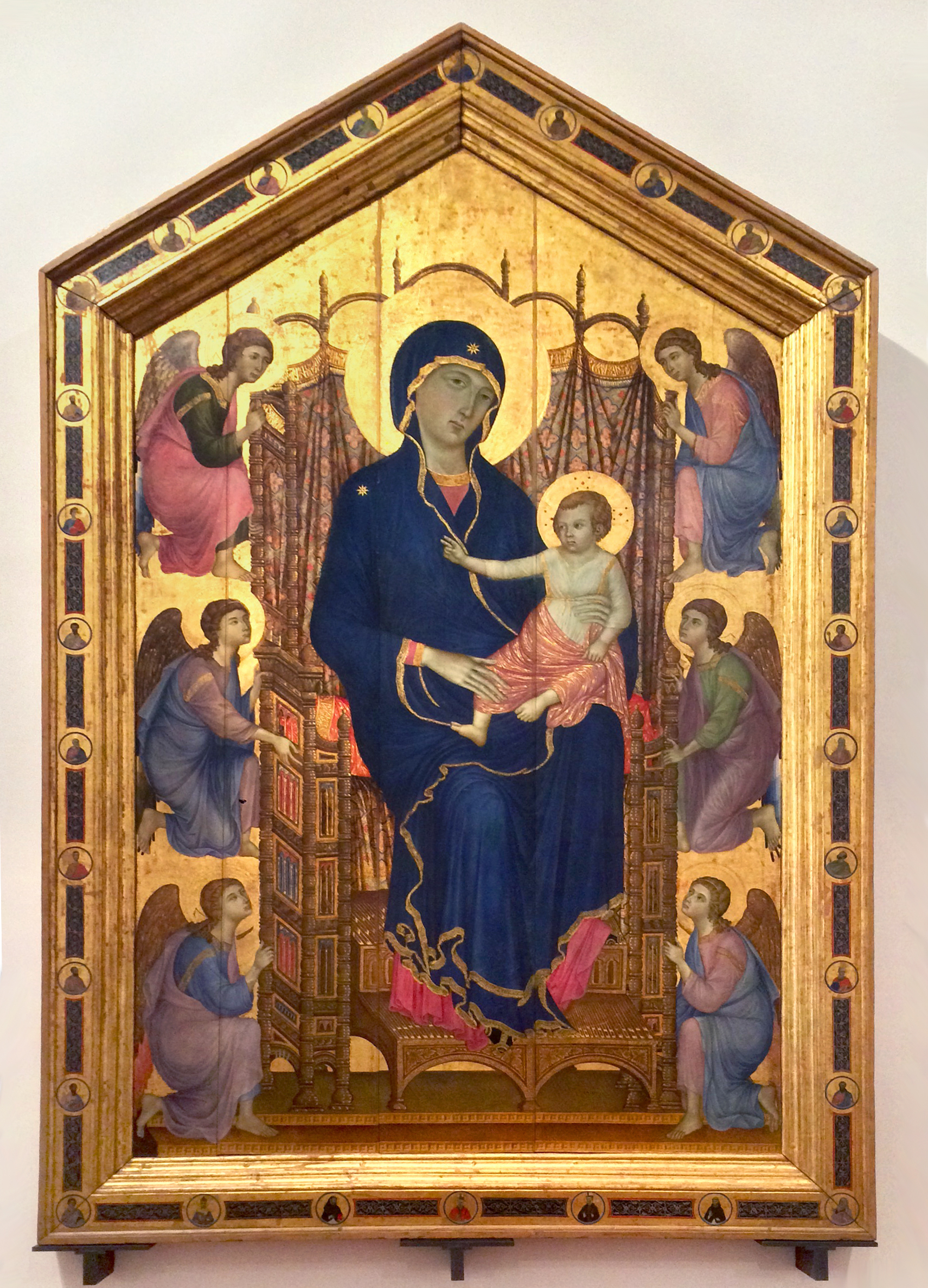
Duccio, Madone Rucellai, 1285, Florenz Uffizien

Das italienische Duecento hatte mit Duccio und Cimabue zwei herausragende Maler, die den byzantinischen Stil in diesem 13. Jahrhundert in Italien pflegten und als letzte Meister dieses Genres in Italien gelten. Unter den Tafelbildern sind beispielsweise großformatige Altarbilder der Thronenden Gottesmutter (Maestà), die gänzlich byzantinischer Ikonografie verpflichtet scheinen. Sie folgen mutmaßlich direkten byzantinischen Vorbildern. So sind umgekehrte Perspektive, Goldgrund und figürliche Darstellung Stilmittel in den Maesten Cimabues und Duccios. Cimabues Thronende Madonna (3,85 × 2,23 m) war Duccios direkte Vorlage in der Rucellai-Madonna und inspirierte Giotto in der Ognissanti-Madonna zu einer Weiterentwicklung in die Vorrenaissance.

## Gestaltungsmerkmale

### Form und Darstellung
Ikonen sind meist Christusikonen, Marienikonen (insbesondere sog. Theotokos-Darstellungen), Apostel- oder Heiligenikonen. Nach orthodoxem Glauben sind auch viele Protagonisten des Alten Testaments Heilige und werden daher ebenso auf Ikonen dargestellt wie die Heiligen späterer Zeiten. Bestimmte Szenen aus der Bibel, dem Leben der Heiligen oder typologische Gruppierungen finden ihre Wiedergabe als Hetoimasia, Deesis, Verklärungs- oder Dreifaltigkeitsikone. Eine Ikone, in deren Zentrum ein Heiliger dargestellt ist, umgeben von einem Kranz kleinerer Bilder mit Abbildungen aus seiner Vita, bezeichnet man als Vitenikone. Ikonen haben in der Darstellung gemeinsame Züge, die von westeuropäischen und nachgotischen Kunstvorstellungen abweichen und die oft theologisch begründet sind.
- Die Motive und Typen sind in der mittelalterlichen byzantinischen Ikonografie fest vorgegeben (Bilderkanon) und es wurden bereits geschriebene Ikonen als Malvorlage verwendet. Schon Andrei Rubljow allerdings änderte Ikonenschemata ab, die heute selbst als kopierfähige Vorlagen verwendet werden (z. B. die Darstellung der alttestamentlichen Dreifaltigkeit ohne die eigentlich verpflichtenden Abram und Sarai).
- Neue Motive werden gemäß der Ikonografie bestehender Ikonen bzw. nach den Vorgaben des Kanon (Gestik, Mimik, Farbgebung usw.) angefertigt. Im 20. Jahrhundert ist die Zahl der Heiligen in der Westkirche stark gestiegen und der Wunsch, Privatwohnungen oder Kirchen mit einer Ikone zu schmücken, wächst. Zu nennen ist eine Ikone im Dom zu Hildesheim, die sogenannte „Hildesheimer Domikone“, die die Patrone des Doms und das Gotteshaus selbst in einer Neuschöpfung vereint. Beispiele aus dem ostkirchlichen Bereich sind die seit 1990 verbreiteten Ikonen diverser „Neumärtyrer“, d. h. Opfer der kommunistischen Christenverfolgung.
- Die Figuren auf Einzelikonen, die allerdings nur einen kleinen Teil aller Ikonen ausmachen, sind häufig frontal und axial dargestellt, um eine unmittelbare Beziehung zwischen Bild und Betrachter herzustellen.
- Die Darstellung von Personen ist bei alten Malstilen strikt zweidimensional, die besondere Perspektive zielt auf die Darstellung selbst. Dadurch wird betont, dass die Ikone Abbild der Wirklichkeit, nicht die Wirklichkeit selbst ist. Seit dem Barock existieren allerdings ebenfalls als kirchenrechtlich rechtmäßig zu verehrende Ikonen in naturalistischer Manier und in komplett barocken Kirchenausstattungen. So stellt die neu erbaute Christ-Erlöser-Kathedrale in Moskau eine reine Kirche im Nazarenerstil dar.
- Der Hintergrund ist auf mittelalterlichen Ikonen üblicherweise goldfarben (seltener silbern), erzeugt meist durch Blattgold, Schlagmetalle oder auch Ockerfarbe. Der goldfarbene Hintergrund symbolisiert den Himmel bzw. das „göttliche Licht“ als die höchste Lichtqualität. Serbische Ikonen zeigen oft einen blauen Hintergrund, griechische verschiedene Farbgründe. Allerdings kannte auch Russland im Mittelalter rotgründige Ikonen (Christus im Thron mit erwählten Heiligen und der hl. Johannes Klimakos mit Randheiligen; beide Novgorod zweite Hälfte 13. Jahrhundert).
- Die Formen sind oft strukturiert und klar, mit flachem Hintergrund, ohne Körperlichkeit, da dies irdisch wäre (Licht und Schatten).
- Die Farben, die relative Größe der Figuren, ihre Positionen und die Perspektive des Hintergrunds waren im Mittelalter nicht realistisch, sondern hatten symbolische Bedeutung. Die Perspektive des Hintergrunds und von Gegenständen im Vordergrund (z. B. Tische, Stühle, Kelche) wird oft gewollt „falsch“ konstruiert, sodass der Fluchtpunkt vor dem Bild liegt (umgekehrte Perspektive).[43] Die Umgebung tritt oft hinter der verehrungswürdigen Person zurück.
- Alle Personen werden durch Beischriften (Kürzel) in der jeweiligen Sprache (z. B. griechisch, russisch, altslawisch) identifiziert, um sicherzustellen, dass der Bezug auf eine reale Person erhalten bleibt und sich die Verehrung der Ikone nicht verselbstständigt. Eine christliche Ikone wird erst durch die Beschriftung zur Ikone, Ikonen ohne Beschriftung sind nicht verehrungswürdige Bilder und werden nicht geweiht. Auch sonst finden sich oft Schriftrollen bzw. Bücher mit Texten in den Händen der Heiligen, die, wie in der romanischen und gotischen Kunst auch, entfernt mit den Sprechblasen eines Comics vergleichbar sind. Einer Pantokratorikone wird oft ein Evangeliar in die Hand gegeben, welches eine der Intention der Ikone zugeordnete Bibelstelle des Neuen Testaments wiedergibt. Oft ist das Evangeliar aber auch geschlossen. Ikonen von Heiligen, die schriftliche oder mündliche Lehren hinterlassen haben, werden oft mit einem Buch dargestellt, dessen aufgeschlagene Seiten eine zentrale Aussage ihrer Lehre enthalten.
- Die individuelle, schöpferische Ausdrucksweise des Malers ist aus kirchlicher Sicht irrelevant. Ikonenmalerei wird als geistliches Handwerk, nicht als Kunst gesehen, weshalb auch das Wort „Hagiographia“, also Heiligenschreiberei,[44] der Herstellung einer Ikone näher kommt. Beim Ikonenmalen wird der Malende als „Werkzeug Gottes“ angesehen. Oft wurden Ikonen von Mönchen, anonymen Schreibern oder in Manufakturen oder Malschulen von mehreren Schreibern hergestellt. Klassischerweise werden Ikonen nicht signiert.
- Der Firnis einer Ikone besteht aus Öl, seltener aus Wachs oder Dammarharzlösung, in neuerer Zeit auch aus Kunstharzen.

Ikonen sind heute in der Regel auf grundiertes Holz in Eitempera gemalte Tafelbilder ohne Rahmen. Vermehrt wird das Malen auf grundierter Leinwand ausgeführt, die nach Vollendung auf Holz aufgezogen wird. In der Antike wurde dagegen meist in Enkaustik gemalt. Es gibt auch Mosaiken, Fresken, geschnitzte Ikonen (Elfenbein, Holz) als Flachreliefs bzw. Emailguss. Vollplastische Statuen und Statuetten dagegen waren in der alten Kirche und in der Folge dann auch in der Ostkirche selten, da sie allzu sehr an die Idole des Heidentums erinnerten.

### Perspektiven in Ikonen
Ein besonderes Interesse der byzantinischen Malerei erregte insbesondere das Desinteresse an realistischer Darstellung von Objekten sowie der nicht Nutzung vom Prinzip der Zentralperspektive. Die Zentralperspektive war seit 480 v. Chr. bekannt und wurde zuerst für Kulissen in Theatern, später in der illusionistischen Freskomalerei von Wohnwänden durch hellenistische Vermittlung in die römische Kunst integriert. Während die spätantike Kunst grundsätzlich perspektivisch war, verschwand diese im Laufe des 4. Jahrhunderts und kam erst am Ende des Mittelalters wieder auf. Das Fehlen einer Dreidimensionalität in Ikonen wird von russischen Autoren aufgrund einer Idee eines Gemälderaumes der nicht dreidimensional gedacht war, erklärt. Ikonen haben auch nicht nur einfach eine umgekehrte Perspektive wie dies Oskar Wulff 1907 in die kunsthistorische Analyse einbrachte, sondern sie besitzen mehrere Perspektiven. Eine grundlegende Arbeit zur umgekehrten Perspektive stammt von Pawel Alexandrowitsch Florenski (1920). Seine Interpretation wurde durch die Kunsthistorikerin Clemena Antonova weiterentwickelt und umformuliert. Antonova hat für die Perspektive in Ikonen den Begriff von simultanen Ebenen (simultaneous planes) eingeführt. Diese Idee basiert auf der Kontextualisierung von Kultur im Mittelalter, d. h. in der spirituellen Präsenz sowohl in der Herstellung als auch der Nutzung von Ikonen. In der Orthodoxen Kultur sind Ikonen symbolische Referenz der Präsenz des göttlichen, die sich in der Darstellung von Heiligen und Verbindung zu Reliquien transformiert hat. Aus der historischen Assoziationen des im Bild dargestellten bestätigt der Beobachter diese Präsenz. Ikonen repräsentierten somit zeit- und raumlose Perspektiven der Präsenz Gottes. In der Nutzung der umgekehrten Perspektive ist eine Darstellung der Sicht aller Ebenen, die eigentlich simultan vom menschlichen Auge nicht erschaubar sind, gegeben. Dies ist die mittelalterliche Repräsentation der Vision des göttlichen, in der alle Ebenen und Perspektiven auf einmal dargestellt werden. Sie sind dadurch nicht Perspektiven des Menschen, sondern einer göttlichen Figur wie diese die Szene sehen würde. Einem menschlichen Betrachter wird die zeitliche und räumliche Überschreitung aus Sicht von verschiedenen Ebenen ermöglicht, die perspektivisch aus einem göttlichen Aussichtspunkt und allumfassendem Wissen ausgehen.

### Historische Darstellungen

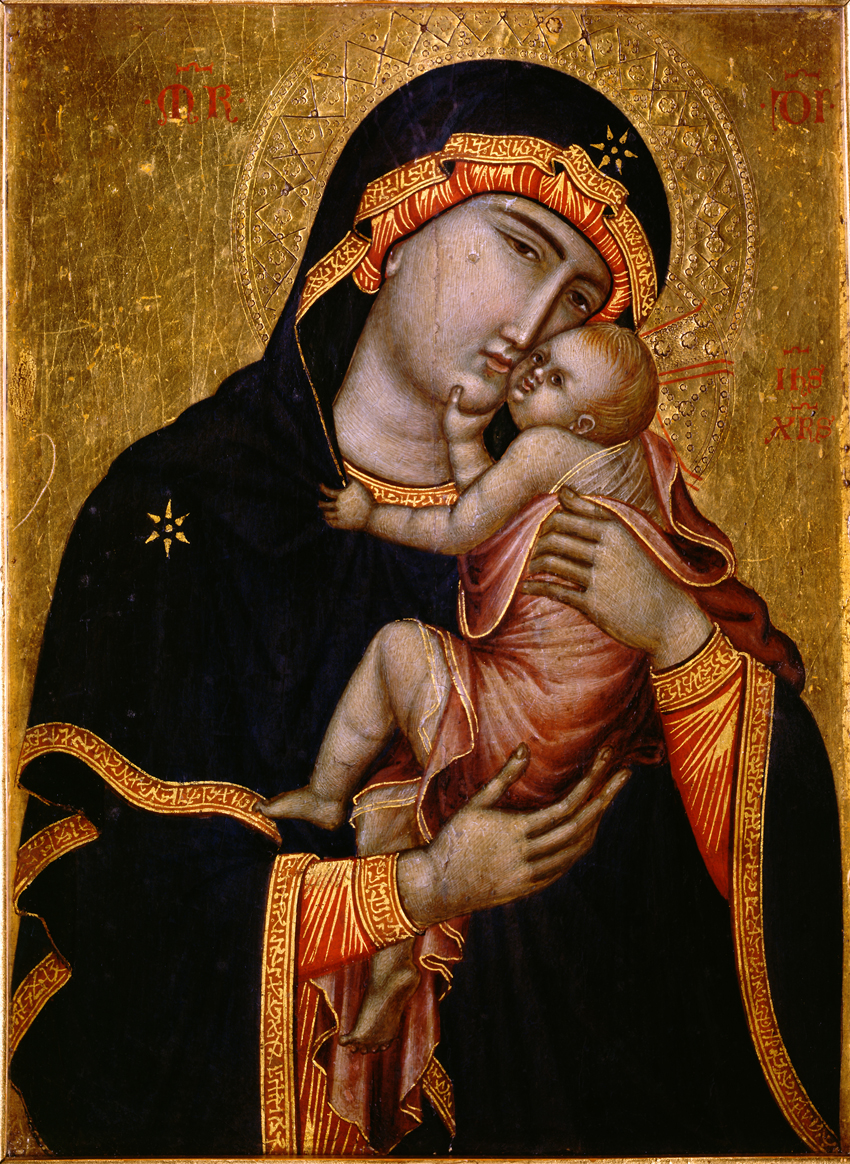
Ikone von Notre-Dame de Grâce, italo-byzantinisch, um 1340. Patronin des Erzbistums Cambrai. Eine Kopie hiervon findet sich in Lourdes
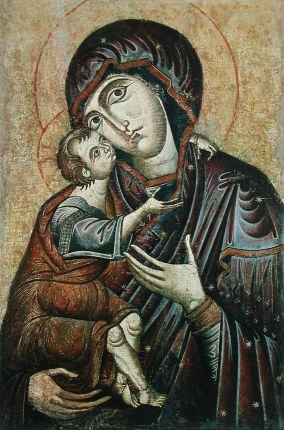
Eleusa-Typus der Muttergottes, Zvornik (Serbien)
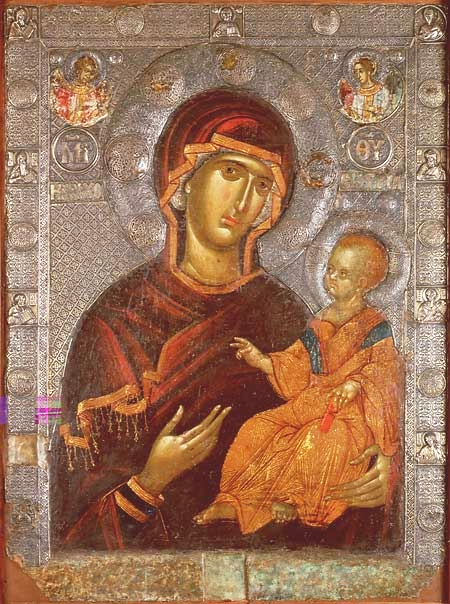
Byzantinische Doppelikone (Konstantinopel, Anfang des 14. Jahrhunderts): Avers mit der Muttergottes als Seelenretterin
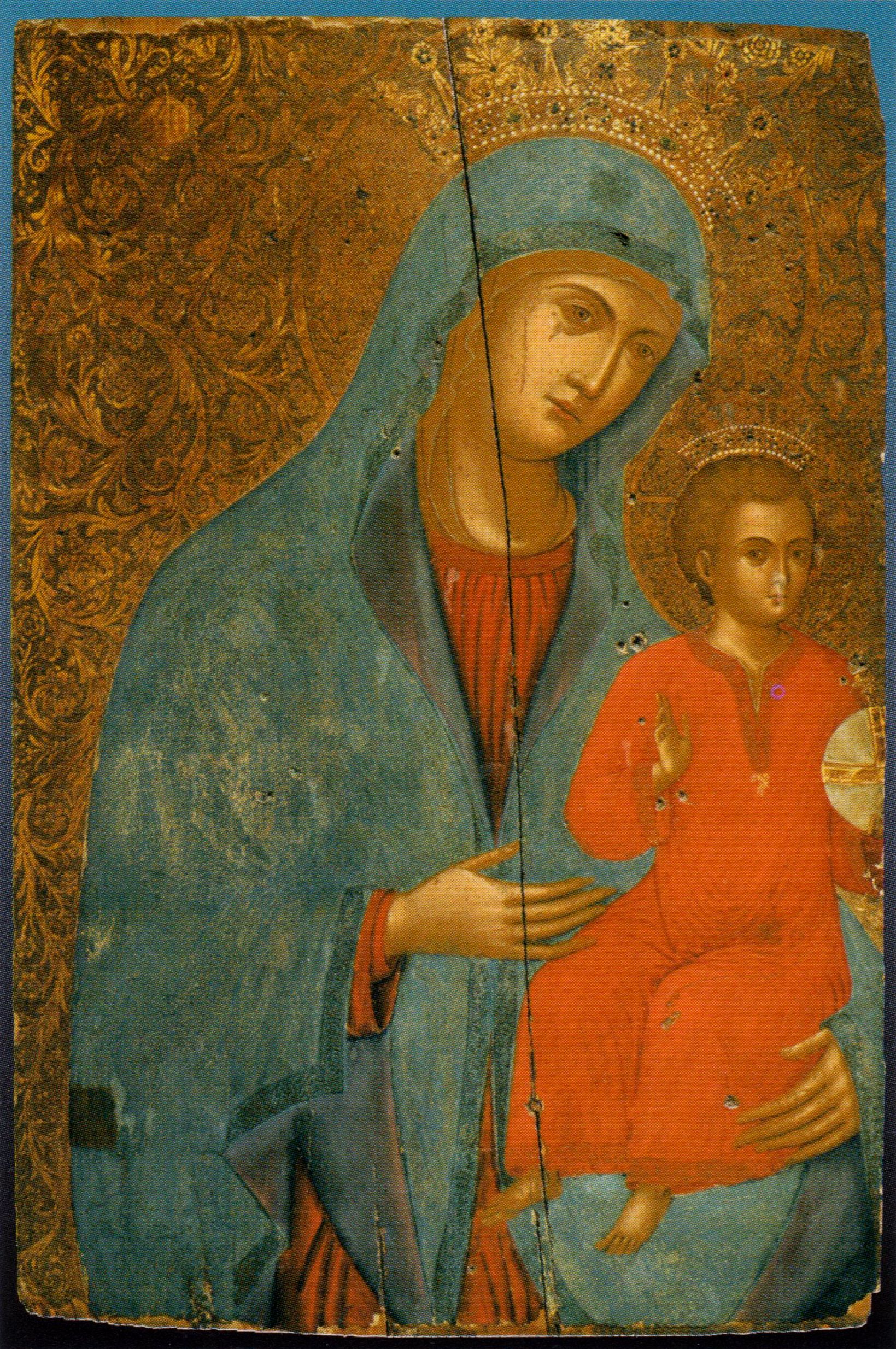
Ikone der Hodegetria aus dem späten 16. Jahrhundert in der Kathedrale von Piana degli Albanesi

### Zeitgenössische Darstellungen und Techniken

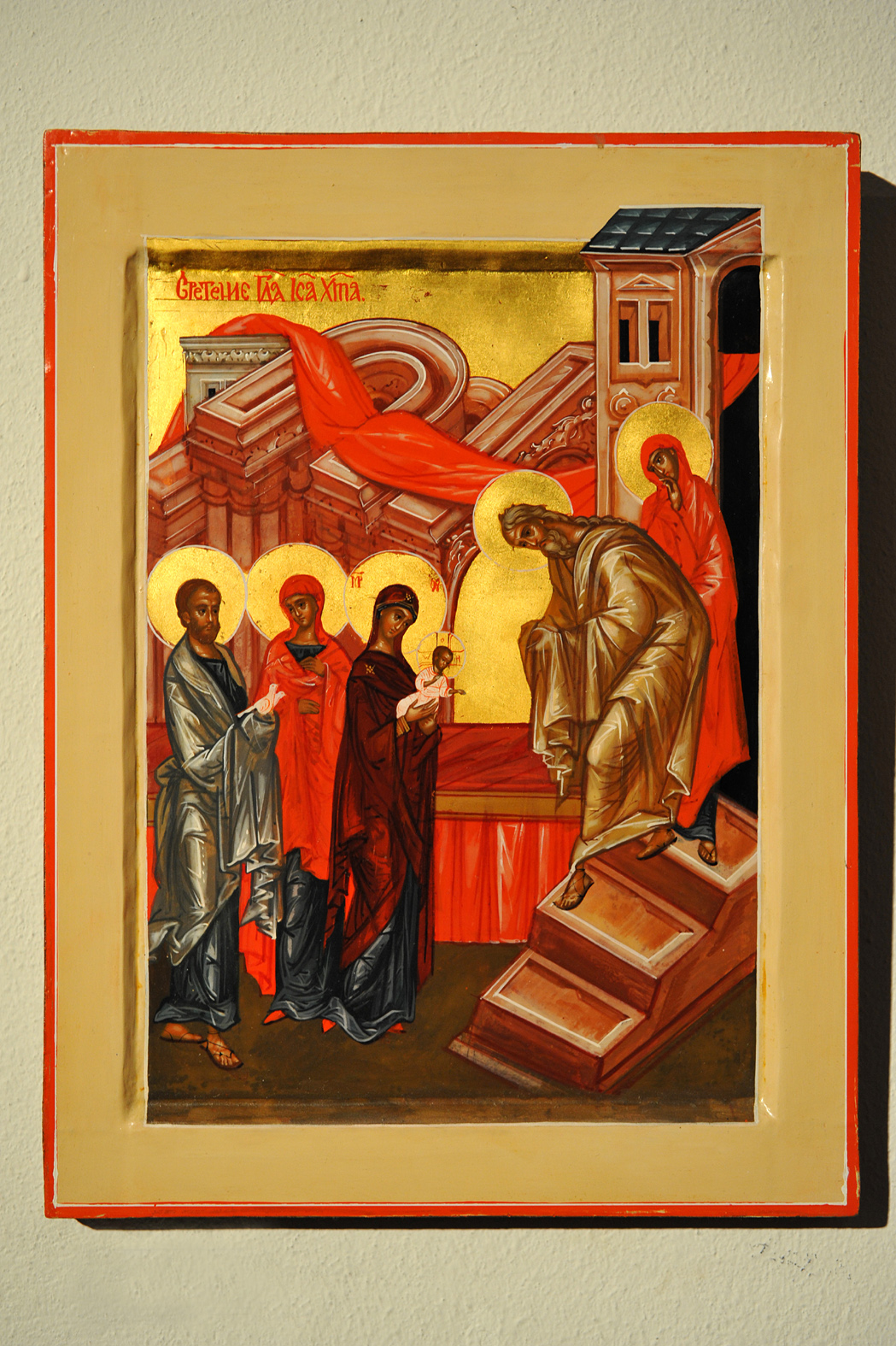
Darreichung des Jesuskinds im Tempel
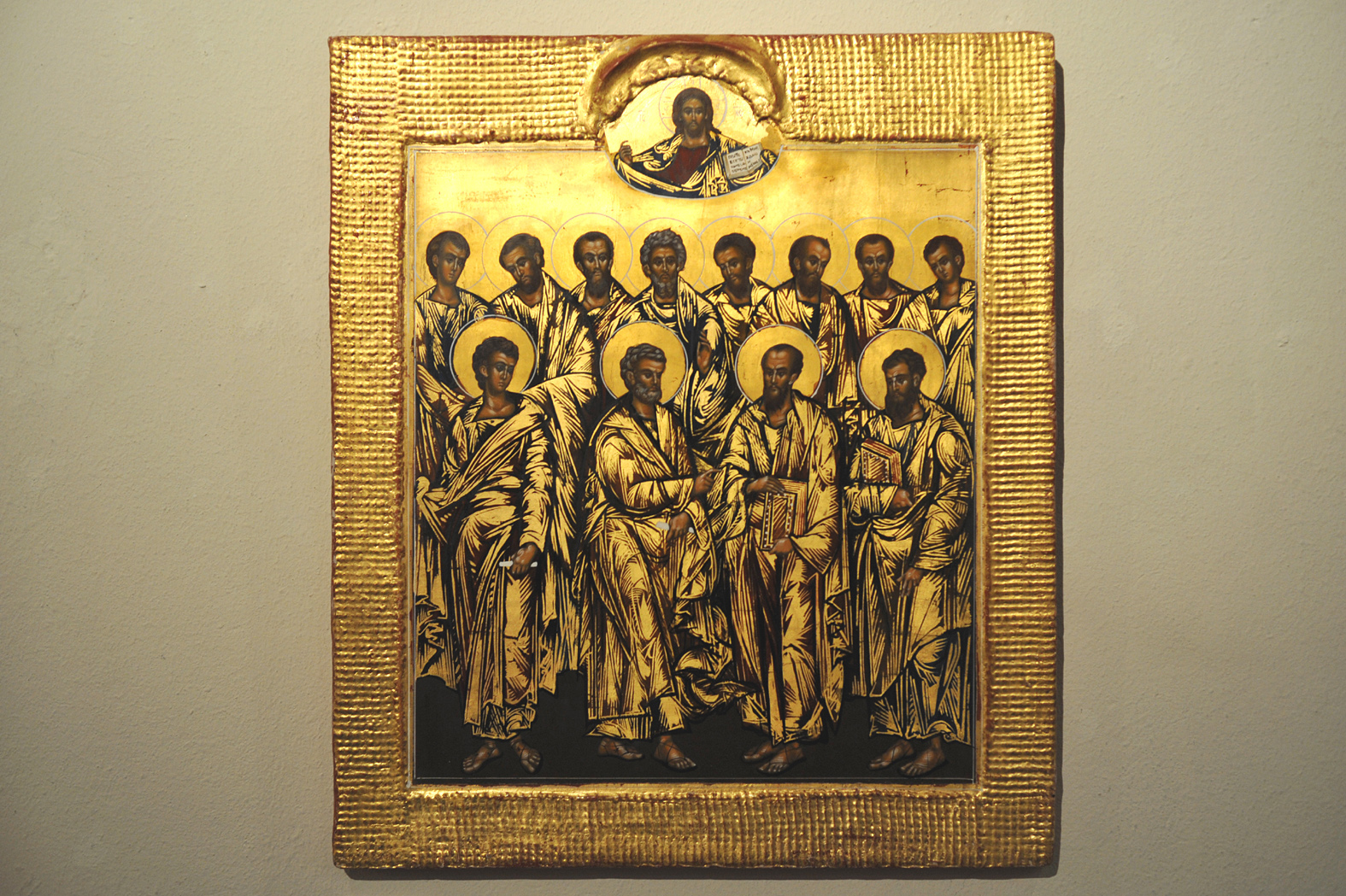
Die Zwölf Apostel, überragt von Christus Pantokrator in einem Medaillon
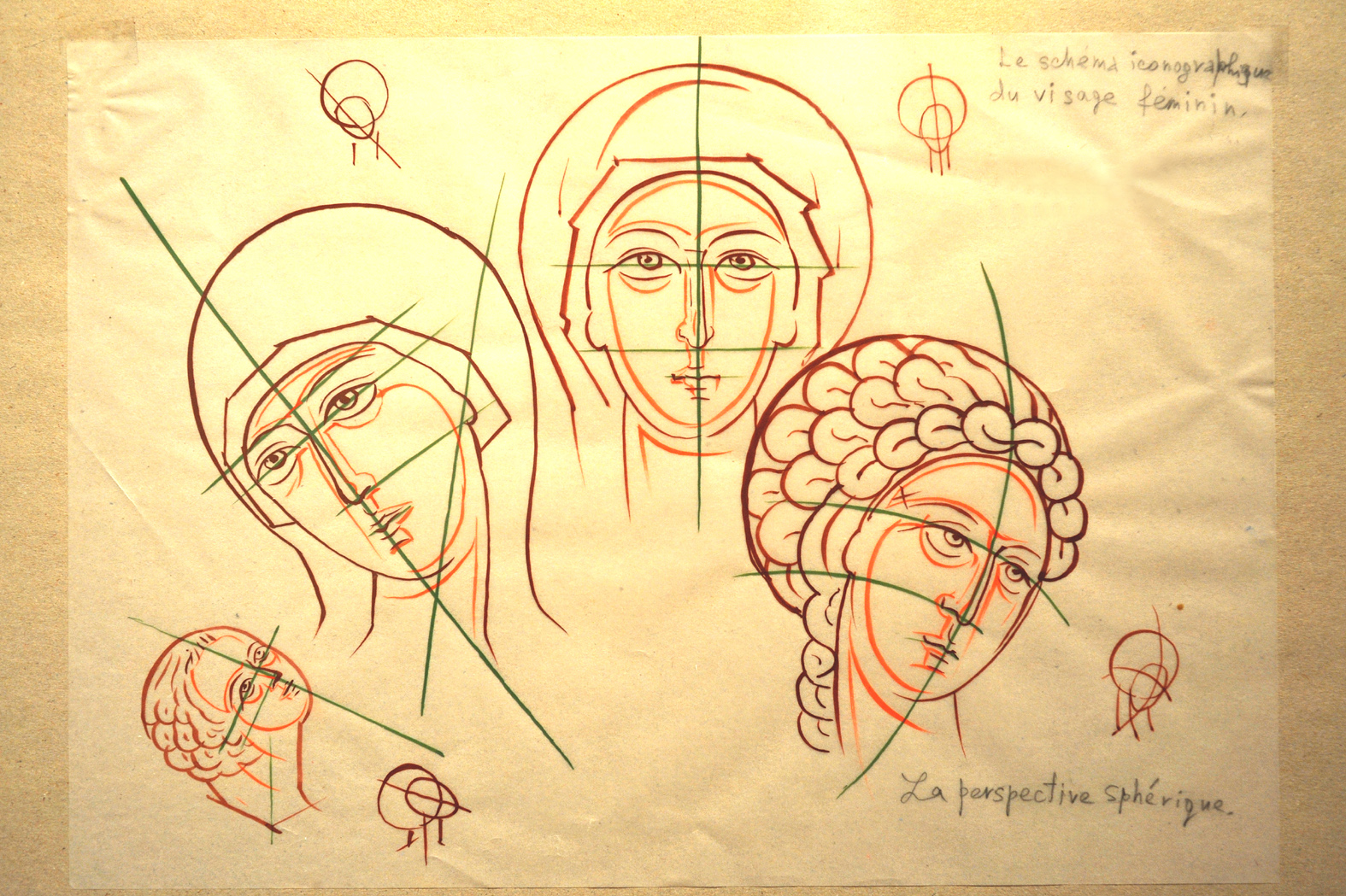
Schema der Darstellung des weiblichen Kopfs
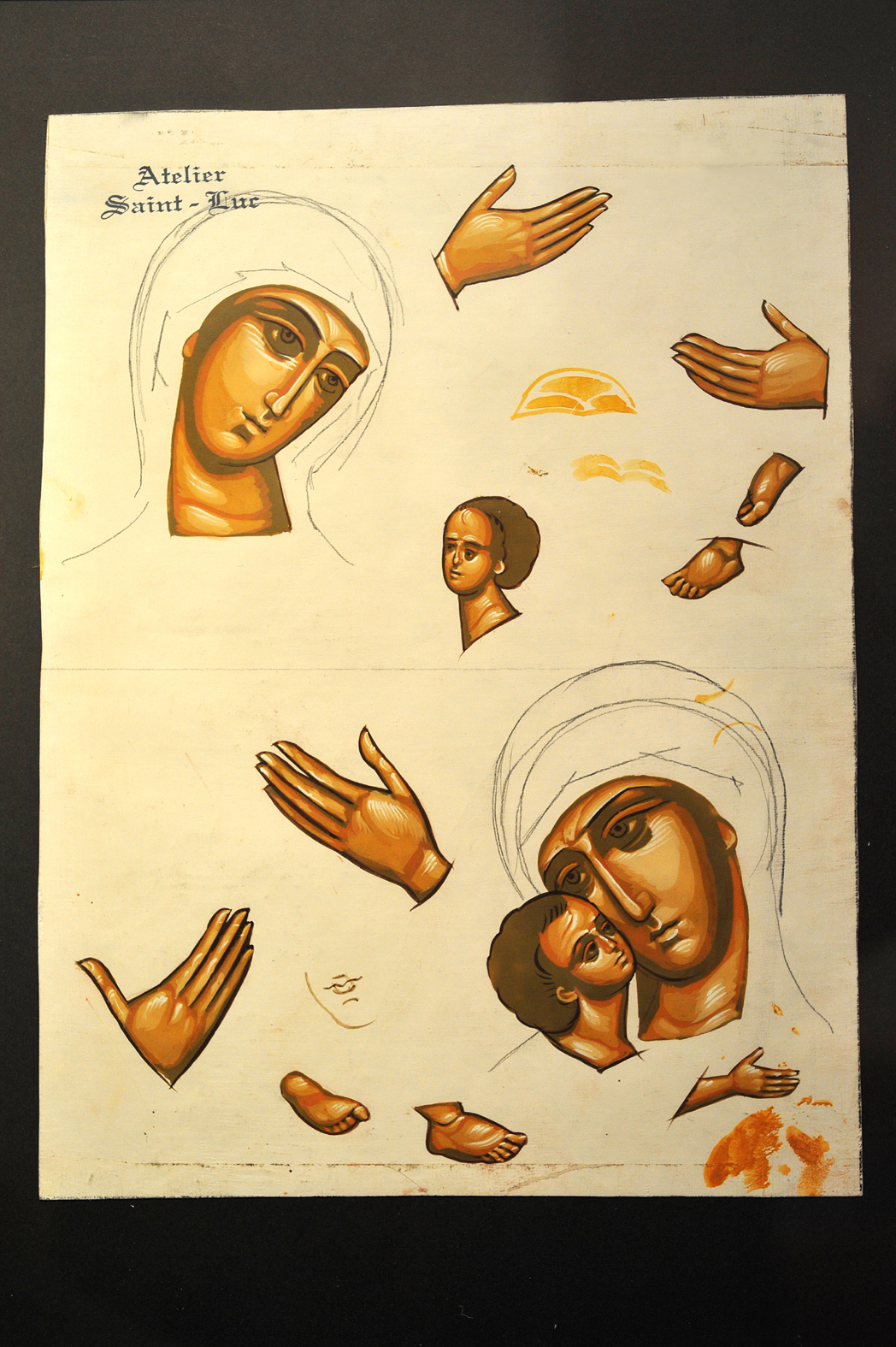
Schema der Lichtführung auf Gesicht, Händen und Füßen der Jungfrau und des Kinds

## Theologie der Ikonen

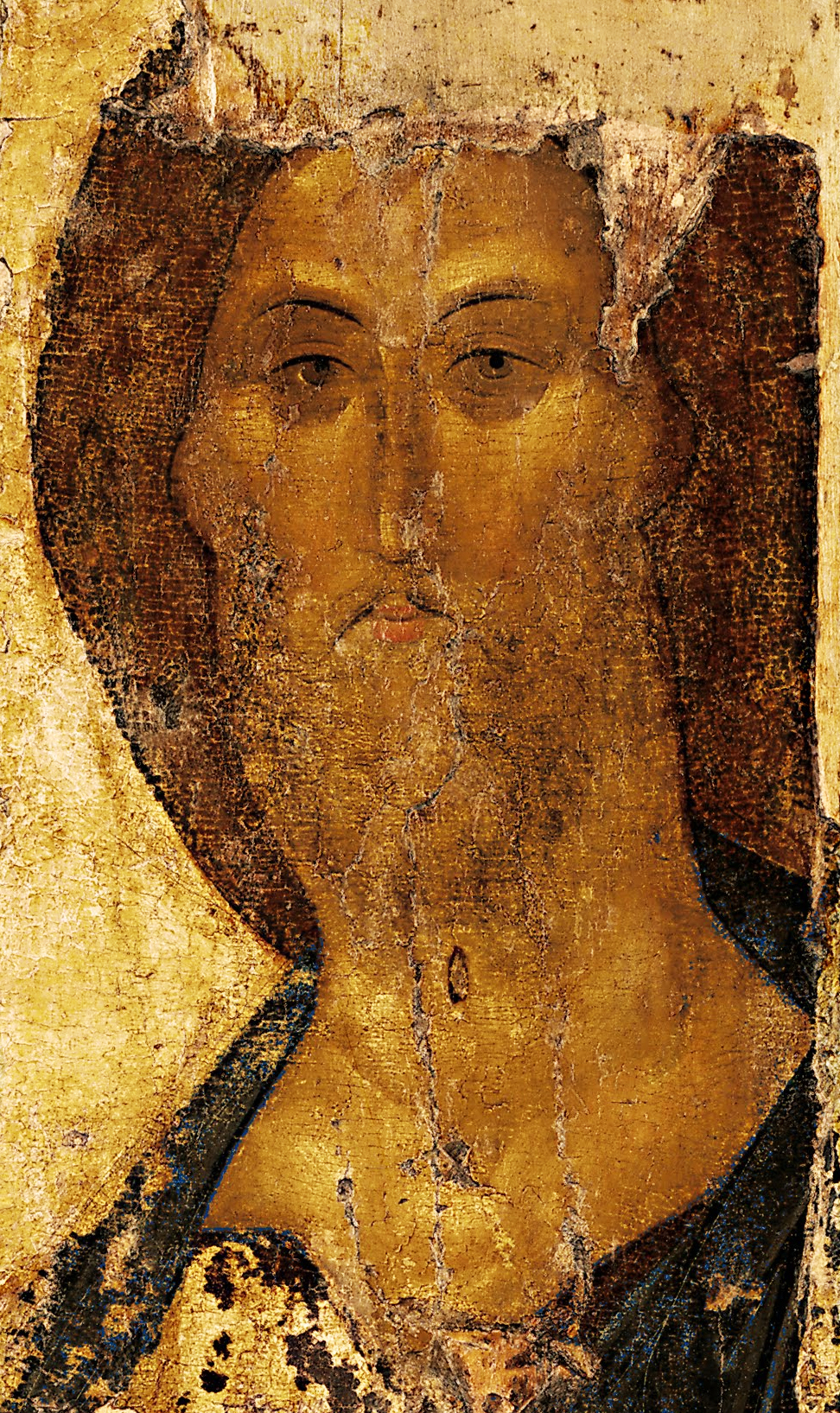
Christus von Andrei Rubljow, Anfang des 15. Jahrhunderts

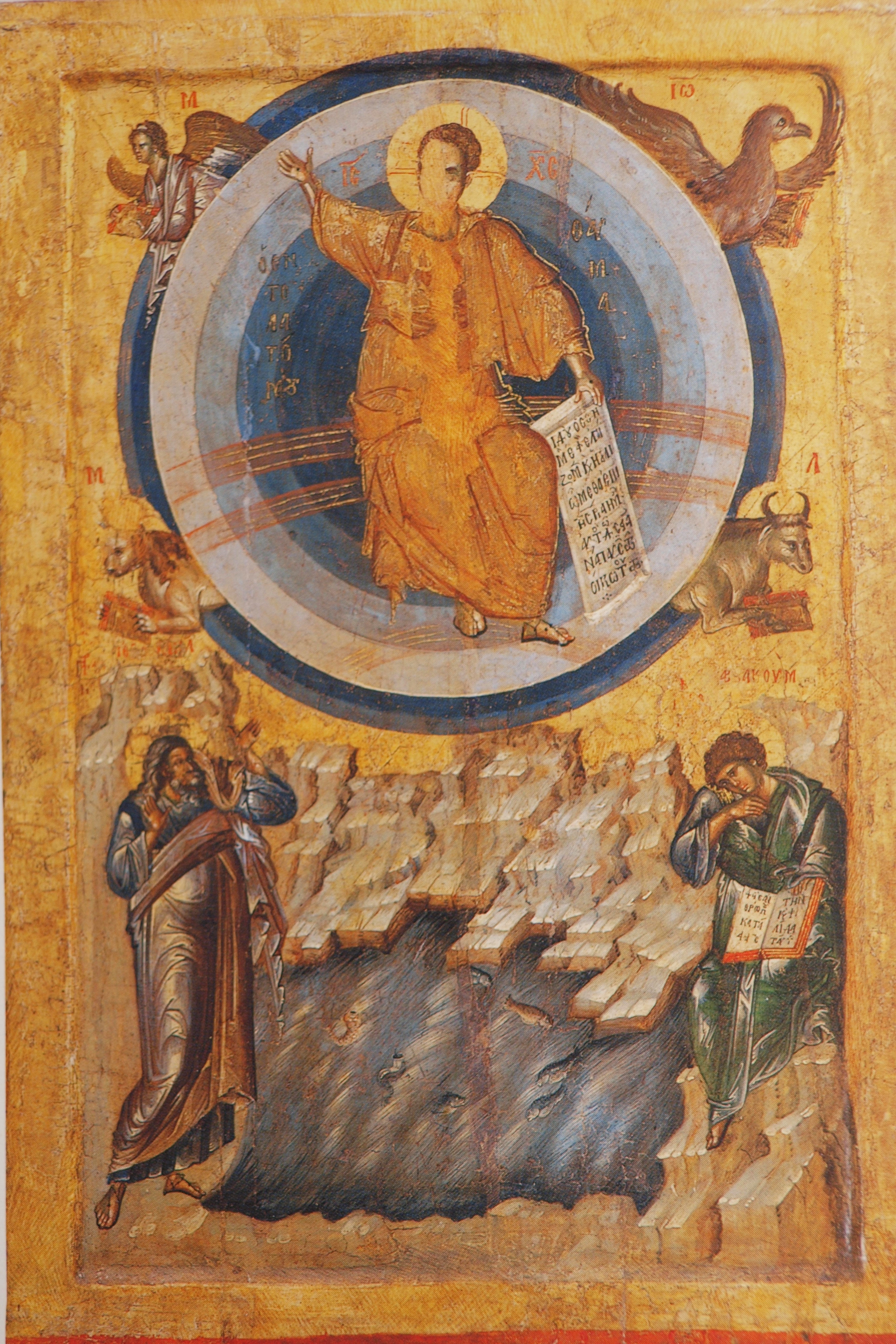
Revers der doppelseitigen Poganowo-Ikone mit der Vision des Ezechiel, Konstantinopoler Arbeit um 1400, Sofia Nationales Archäologisches Museum

Die Ikone dient der Vergegenwärtigung (Repräsentanz) christlicher Wahrheiten. Im Zuge des byzantinischen Bilderstreits erfolgte vor allem durch den Kirchenvater Johannes von Damaskus und den Kirchenlehrer Theodor Studites die theologische Begründung der Ikonendarstellung über den Gedanken der Inkarnation: Die Menschwerdung Gottes in Jesus Christus ermögliche erst die bildliche Darstellung, Gott Vater durfte weiterhin nicht dargestellt werden. Das mit der Unsichtbarkeit Gottes in vorchristlicher Zeit begründete biblische Bilderverbot (Exodus 20, 4 f.) werde gerade nicht verletzt, denn Gott selbst habe es im sichtbaren Christus durchbrochen. Als „Gründungsikone“ konnte dabei das Mandylion, das „Nicht-von-Menschenhand-gemachte Christusbild“ gelten, das gleichsam durch den Willen Christi in wunderbarer Weise entstanden sei.
Die Ikonenverehrung in Form von Metanien, Kuss, Kerzen und Weihrauch richte sich demgemäß nicht auf das Bild, sondern auf die „hinter“ dem Bild präsente Wahrheit. Neben Christusbildern durften auch Heiligenbilder verehrt werden, denn in den Heiligen wirke der Heilige Geist, der selbst Gott sei und daher zu Recht so verehrt werde. Hier wirkt die Ideenlehre Platons, die in seinem Höhlengleichnis veranschaulicht wird. In diesem Sinne wurde der Bilderstreit schließlich – unter gewissen Auflagen – zugunsten der Bilder entschieden.
Es haben sich zahlreiche Ikonentypologien entwickelt. Die meisten Ikonen werden nach bestimmten Mustern und Vorbildern gemalt. Trotzdem sind die Ikonenmaler frei bei der Ausgestaltung der Details.
Ikonen sind ein wesentlicher Ausdruck der byzantinischen Kunst. Diese Kunst wurde in Griechenland, Bulgarien und besonders in Russland weiter gepflegt. Wichtige Ikonenmalschulen befanden sich in Wladimir, Nowgorod, Twer und Moskau.
Während im 18. und 19. Jahrhundert westliche Einflüsse die Ikonenmalerei veränderten oder aus nichtorthodoxer Sicht sogar verfälschten, besann man sich im 20. Jahrhundert wieder stärker auf die byzantinischen Grundlagen. In Griechenland setzte sich der sogenannte neobyzantinische Stil durch, der sich zwei alte Ikonenmalschulen zum Vorbild gemacht hat: Die Ikonenmaler der Palaiologen-Zeit und die der italo-kretischen Schule. In Griechenland werden allerdings auch noch immer viele Ikonen in westlicher Manier des Nazarenerstils geschrieben.
Wichtige Ikonenmaler in Russland waren u. a. Feofan Grek, Andrei Rubljow, Dionisij, die Malerdörfer Palech, Mstera, Choluj sowie zahlreiche Altgläubigenateliers im Ural und an der unteren Wolga.
Weitere Zentren der Ikonenmalerei befinden sich in Georgien, Serbien, Nordmazedonien, Bulgarien, Armenien und Äthiopien. In Rumänien sind die Fresken der Moldauklöster von hoher Bedeutung.
Ikonen sind für die orthodoxe Kirche Fenster in die geistliche Welt. Dies zeigt sich durch den häufig goldenen Hintergrund, die Zweidimensionalität oder falsche Perspektive und die nicht-naturalistische Malweise. In jeder orthodoxen Kirche gibt es die Ikonostase, eine mit Ikonen geschmückte Holzwand mit, wenn die Kirche groß genug dafür ist, drei Türen zwischen den Gläubigen und dem Altar. Der somit abgetrennte Altarraum übernimmt dabei in Kirchen mit einer nur eintürigen Ikonostase zugleich die Funktion der westlichen Sakristei. In großen Kirchen dient als solche das Diakonikon, der Raum hinter der südlichsten Tür, Ostung der Kirche vorausgesetzt.
In der Mitte hängt, vom Betrachter aus gesehen rechts der Mitteltür eine Christusikone, links eine Ikone der Gottesgebärerin, dazwischen die königliche Tür, durch die der Priester im Evangelienbuch und in der Eucharistie den König der Ehren zur Gemeinde bringt. Während der Eucharistie ist diese Tür offen und der Altar somit sichtbar. Wenn der Priester nicht das Evangelium oder den Kelch der Eucharistie trägt, oder wenn eine andere Person den Altarraum betritt, wird eine der beiden äußeren Türen benutzt.
Ikonen werden verehrt, indem man sich vor ihnen bekreuzigt, sich verneigt oder zu Boden wirft und sie küsst (aber nicht aufs Gesicht der dargestellten Figur), sie also lediglich ehrfurchtsvoll grüßt. Diese Verehrung wird dabei strikt unterschieden von der Anbetung, die nur Gott zukommt. Auch die Verehrung bezieht sich nach orthodoxer Lehre auf den Dargestellten, nicht auf die Ikone selbst als einen Gegenstand aus Holz und Farbe. Statuen von Heiligen werden dagegen abgelehnt, vor allem da die antiken Griechen Statuen in ihrer Religion viel verwendet hatten und diese daher mit Götzen identifiziert wurden.
Die meisten Orthodoxen haben auch Ikonen zu Hause, oft in einer „Gebetsecke“ im Wohnzimmer angeordnet, nach Möglichkeit an der Ostwand. Die Gestaltung solcher Gebetsecken ist in den verschiedenen orthodoxen Kulturen unterschiedlich.
Bei der Aufzählung der wichtigen „Ikonenmalschulen“ fehlen oft Jaroslavl' und Pskov. Vladimir gehört mehr oder weniger dazu. Novgorod, Tver und Pskov spielen vor allem in der Frühzeit und bis ins 16. Jahrhundert eine große Rolle, Moskau (Rüstkammer) und Jaroslavl' noch bis ins beginnende 18. Jahrhundert. Danach sind andere Werkstätten von Bedeutung, wie z. B. Palech und Choluj. Bei den Altgläubigenwerkstätten ist im Ural hauptsächlich Nev'jansk zu erwähnen. Auch im Malerdorf Mstera arbeiteten hauptsächlich altgläubige Ikonenmaler. Von hier stammen auch viele der Ikonen, die normalerweise wegen ihrer Feinmalerei Palech zugeschrieben werden. Ebenfalls wichtige Altgläubigenwerkstätten sind die Werkstatt Frolov in Raja, heute Estland, die Werkstätten in Vetka, heute Belarus und Syzran an der unteren Wolga.

## Ikonenmalerei
Ikonenmalerei basiert bis heute auf den Werken klassischer Vorbilder. Ikonenmaler lernen ihr Handwerk von erfahrenen Meistern. Ikonenmalbücher sind über das Malbuch des Heiligen Berges Athos seit dem 18. Jahrhundert bekannt. Nach Emigration vieler Russen nach dem Ende des Ersten Weltkrieges und der Oktoberrevolution befanden sich unter den Flüchtlingen auch Ikonenmaler, die diese Tätigkeit im ausgehenden 19. und beginnenden 20. Jahrhundert ausgeübt hatten. Von diesen haben die Exil-Russen Peter Fedorov und Ivan Schneider im Paris der Zwischenkriegszeit die Schrift: „Tehnika ikonopisi“ (Die Technik der Ikonenmalerei) herausgegeben, die 1978 ins Deutsche übersetzt, das erste Fachbuch in deutscher Sprache wurde.
Dieser Schrift folgten weitere Veröffentlichungen, die Techniken der Ikonenmalerei, für die heute auch moderne Malmittel verfügbar sind, vermitteln. In den orthodoxen Ländern wird Ikonenmalerei auch heute an staatlichen Einrichtungen und privaten Kunstakademien, insbesondere in den Techniken der Restauration von Temperagemälden und kirchlicher Malerei, gelernt.

### Technik und Vorzeichnung
Die wichtigsten Arbeiten bei der Ikonenherstellung folgen einer traditionellen Reihenfolge der Tätigkeiten. Diese sind für den Aufbau der Ikonen, die aus unterschiedlichen Materialien und Schichten bestehen, eine Voraussetzung.
Wichtige Tätigkeiten sind:
- Auswahl des Bretts und dessen Bearbeitung;
- Vorbereitung des Bretts zum Grundieren, Abschleifen, Ableimen und Befestigung der Leinwand;
- Zubereitung des Malgrunds (Levkas);
- Grundieren und Behandlung des Malgrunds;
- Zeichnung, Übertragung, Vergrößerung oder Verkleinerung der Zeichnung, Pauszeichnung – „Grafija“;
- Vergoldung der Bildfläche;
- Zubereitung der Farben und „Erschließung“ der Ikone;
- Ausführung der Details – Doličnoe;
- Stichartige Modellierung der Details (Doličnoe)
- Auftragung des Sankir, erstes, zweites und drittes Ockern und Ausführung des Inkarnats (Ličnoe)
- Nachbehandlung der Zeichnung und der Malerei; Einfärben der Flächen der Einfassung und des Randes, der Heiligenscheine und der Beschriftung;
- Schutz der Ikone: Firnissen und Lackieren

#### Brett
Bildträger der Ikonen ist Holz. Wahl und Schnitt der Bretter erfolgte in der Regel den lokalen Gegebenheiten. Dauerhafte Holzarten und astreine Bretter wurden bevorzugt. Große Tafeln wurden und werden aus zwei oder gar mehr Brettern zusammengesetzt. Das Brett der Ikone wird vornehmlich aus harzfreien Baumarten gewählt: Linde, Erle, Esche, Birke, Zypresse, Buche, Platane oder Palme. Historisch nahm man auch Bretter von Kiefern.
Mit dem Beil geschlagene Bretter fanden sich bei alten Malern, später wurden gesägte Hölzer verwendet. Zur Vorbehandlung des Brettes wird dieses in 50 °C warmes Wasser eingetaucht, was zum Gerinnen und Ausscheiden von Eiweißen dient. Danach wird es getrocknet und mit Sublimat imprägniert, um Holzschädlinge zu eliminieren. Bretter werden sodann beschnitten und die Seite des Bildträgers bestimmt. Als Vorderseite wird immer die Konvexe bevorzugt. Die Vertikale der Ikone läuft parallel zu den Holzfasern. Um ein Verziehen der praktisch immer als Flader geschnittenen Bretter zu verhindern, werden oben und unten Einschubleisten als Querkeil aus härterem Holz angelegt. Die Fläche zur Ausführung des Ikonenbildes wird durch eine Vertiefung (Kovčeg) geschaffen, die 1–4 Millimeter für kleinere und bis zu 5 Millimeter für größere Ikonen beträgt.

#### Stoffe
Stoffe kommen in zweierlei Hinsicht als Trägermaterial für Ikonen in Frage. Erstens wurden Gewebe zur Überklebung von Fugen bei zusammengesetzten Holztafeln verwendet. Zweitens war man wohl bald dazu übergegangen die gesamte Holztafel mit einem Gewebe zu überziehen, um eine Pufferschicht zwischen der durch Witterung und Luftfeuchte bedingt schwindenden beziehungsweise sich ausdehnenden Holzschicht und der nur in Maßen beweglichen Grundierung mit der darauf sitzenden Farbschicht zu schaffen. Dies beugt Rissen und ähnlichen Folgeerscheinungen vor. Primär ist also ein Gewebe der eigentliche Träger der Malerei mit zur mechanischen Stützung und Festigung benötigten Holztafel. Die Verbindung aus Leinwand und Holztafel erfordert eine entsprechend flexible Grundierung als eigentlichem Malgrund.

#### Grundierung
Die Grundierung der Ikonen erfolgt mit speziellem Gips- oder Kreidegrund. Dabei werden Gips oder Kreide mit Leim vermengt und auf das vorgeleimte Bildträgermaterial in mehreren dünnen Schichten aufgebracht, die entweder einzeln oder als Ganzes geschliffen beziehungsweise geglättet werden sollten. Die Dicke der Schicht und die Höhe des Leimanteils sollten von Schicht zu Schicht variieren, um eine möglichst kohärente und auch widerstandsfähige Grundierung zu erzielen.
Auch können Farbpigmente, in der Regel weiß, in den obersten Schichten zugesetzt oder als Grundanstrich darüber aufgetragen werden. In Frage kommt auch das Bolusrot auf die für Begoldung bestimmte Flächen. Die entsprechenden Rezepte sind im Malerbuch vom Athos zusammengefasst:
- Gewinnung und Bereitung des Leims;
- Bereitung des Gipses;
- Bereitung und Auftrag des Gipsgrundes;
- Bereitung und Auftrag des Bolus für Begoldungen und die Begoldung selbst

## Ikonensammlungen und -museen

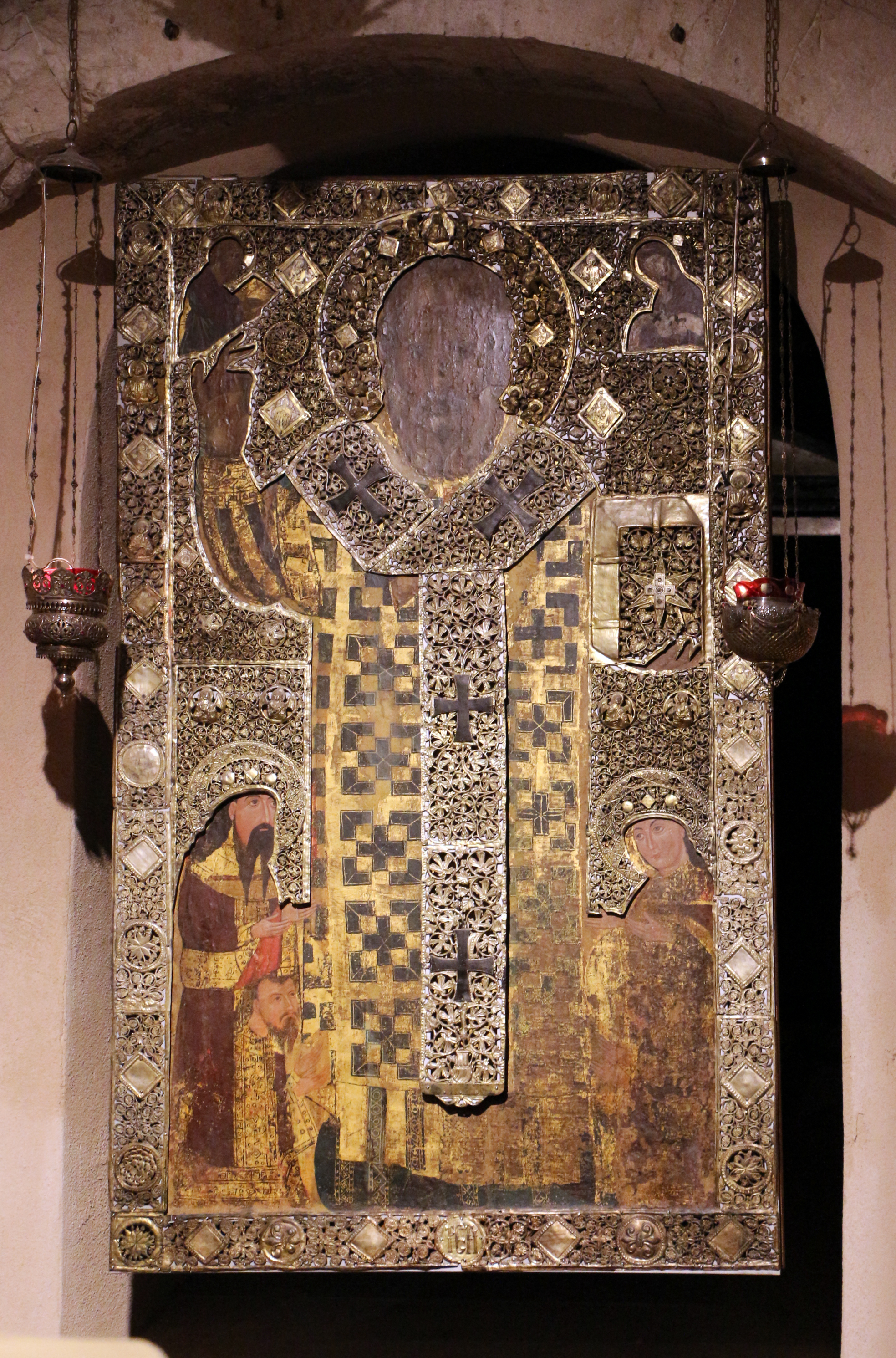
Die Ikone am Grab des Heiligen Nikolaus in Bari ist ein Geschenk des serbischen Königs Stefan Uroš III. Dečanski, um 1330.

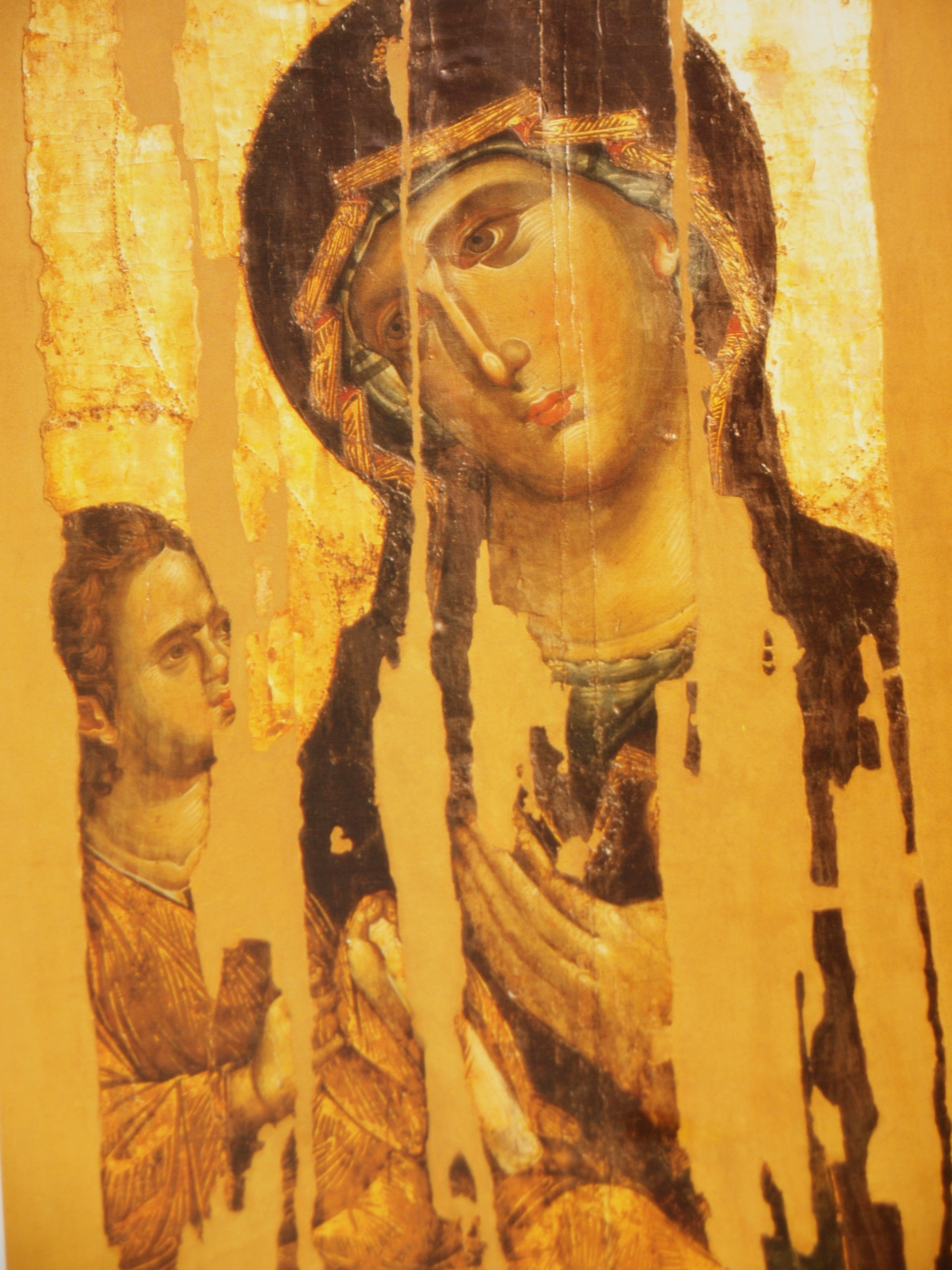
Eine der größten Ikonensammlungen des Mittelalters mit Ikonen des 12. bis 15. Jahrhunderts hat das Kloster Hilandar auf dem Athos. Die Gottesmutter Hodegetria gehört zu den Hauptwerken der europäischen Tafelmalerei. Hilandar, 13. Jahrhundert

### In Deutschland

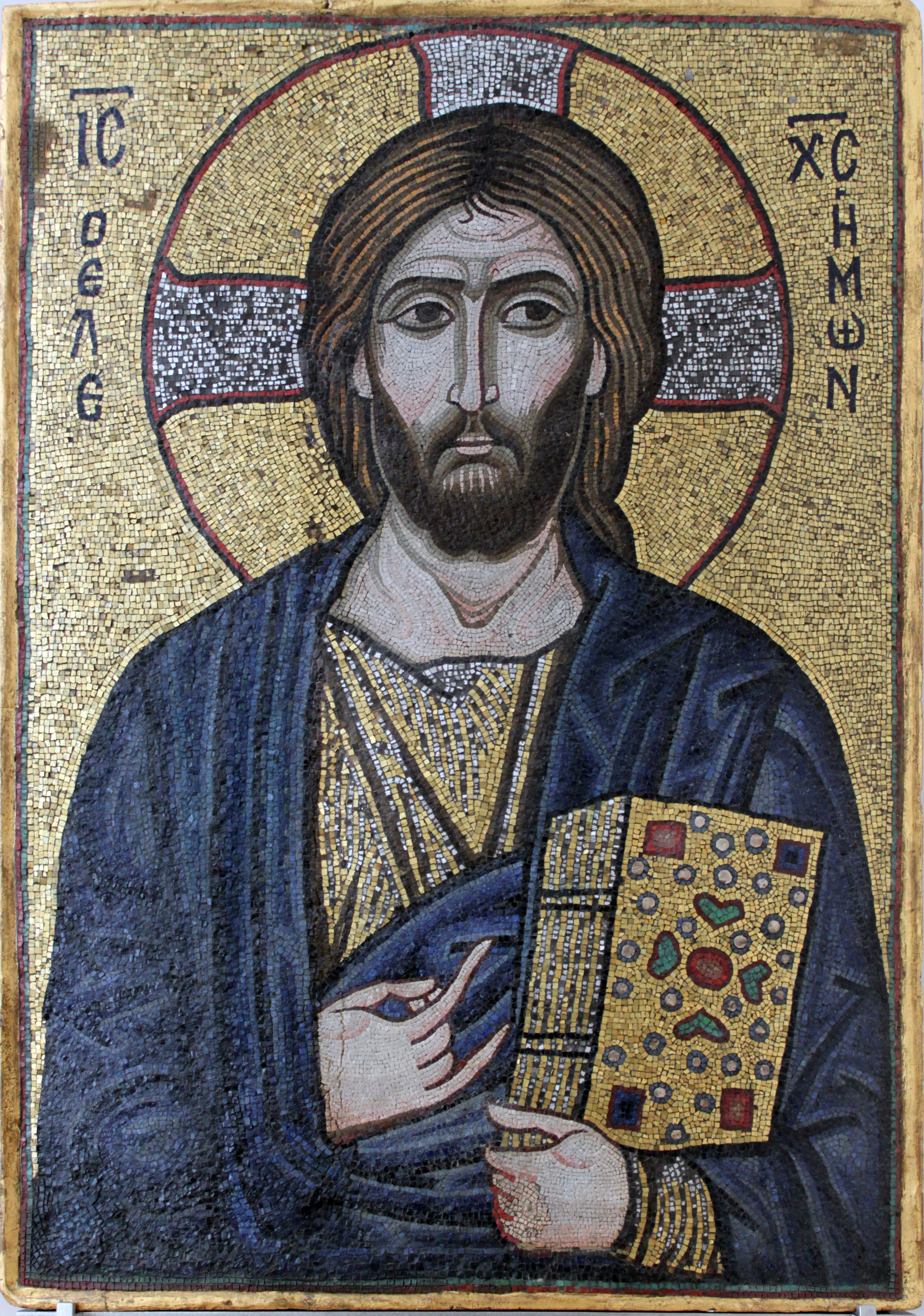
Mosaikikone „Christus der Barmherzige“, 12. Jahrhundert. Byzantinisches Museum, Berlin

- Die Skulpturensammlung und Museum für Byzantinische Kunst in Berlin hat die in Deutschland erstrangige Sammlung der spätantiken und byzantinischen Kunst der Zeit des 3. bis 15. Jahrhunderts. Darunter sind einige weltweit selten erhaltene Mosaikikonen.

- Das Ikonen-Museum in Recklinghausen, das im Jahre 1956 eröffnet wurde, ist das bedeutendste Museum ostkirchlicher Kunst außerhalb der orthodoxen Länder. Der zentrale Teil der Sammlung entstammt der Sammlung Alexandre Popoffs, der 1920 in Paris gegenüber dem Elysée-Palast in der „Galerie Popoff“ die weltweit größte private russische Kunstsammlung der Welt gegründet hat. Mit Mitteln des WDR und der Regierung von Nordrhein-Westfalen und gegen die Interessen des Louvre sowie des Bostoner Museum of Fine Arts wurde Popoffs Sammlung von 50 russischen Ikonen 1967 für 600.000 DM dem Museum gesichert.[53] Über 3.000 Ikonen, Stickereien, Miniaturen, Holz- und Metallarbeiten aus Russland, Griechenland und anderen Balkanstaaten vermitteln einen umfassenden Überblick über die vielfältigen Themen und die stilistische Entwicklung der Ikonenmalerei und der Kleinkunst im christlichen Osten. Eine holzgeschnitzte Ikonostase gibt einen Eindruck vom Standort der Ikonen in den orthodoxen Kirchen. Die koptische Abteilung des Ikonen-Museums dokumentiert den Übergang von der heidnischen Spätantike zum frühen Christentum in Ägypten mit hervorragenden Werken. Reliefs aus Holz und Stein, sowie diverse Gewebe, Gläser, Bronzen und Kreuze und einige Mumienporträts zeugen von der Vielfalt künstlerischer Tätigkeit in Ägypten vom 1. Jahrhundert bis ins frühe Mittelalter.

- Das im Jahr 1990 eröffnete Ikonen-Museum der Stadt Frankfurt am Main bildet den östlichen Abschluss des Frankfurter Museumsufers. Situiert ist es im Deutschordenshaus. Die neukonzipierten Innenräume des Museums wurden von dem Kölner Stararchitekten Oswald Ungers entworfen. Das Museum geht auf eine Schenkung des Königsteiner Arztes Jörgen Schmidt-Voigt zurück, der im Jahr 1988 etwa 800 Ikonen der Stadt Frankfurt stiftete. Die aus dem 16. bis 19. Jahrhundert stammende Sammlung wurde allmählich durch systematische Ankäufe, Leihgaben oder Schenkungen auf über 1000 Exponate erweitert. Die bedeutendste Erweiterung der Sammlung erfuhr das Ikonen-Museum im Jahr 1999. Aus der Ikonensammlung des Museums für Byzantinische Kunst in Berlin erhielt das Ikonen-Museum 82 postbyzantinische Exponate als Dauerleihgabe.[54]

- Die Ikonensammlung im Schlossmuseum Weimar: Nach den frühen Bemühungen Goethes, »russische Heiligenbilder« für die Weimarer großherzoglichen Kunstsammlungen zu erwerben,[55] begann der Kaufmann und Jurist Georg Haar erst in den 1920/30er Jahren eine Privatsammlung vorwiegend russischer Ikonen in Weimar aufzubauen. Bis zu dessen Freitod 1945 war die Sammlung in der Villa Haar am Rand des Ilmparks auf circa 100 gemalte Holzikonen und gegossene Metallikonen des 15. bis 19. Jahrhunderts angewachsen. Sie gelangte schließlich durch testamentarische Verfügung in das Weimarer Schlossmuseum. Zu den herausragenden Beispielen russischer Ikonenmalerei gehören die sogenannte Königstür einer Bilderwand (Ikonostase) aus der Schule von Novgorod (15. Jahrhundert) und eine großformatige Ikone mit der Darstellung der Geburt Christi der Schule von Moskau (15. Jahrhundert). Stilistische und ikonographische Vielfalt machen den besonderen Reiz der Weimarer Ikonensammlung aus.[56]

- Das Landesmuseum Mainz beherbergt eine 160 Ikonen umfassende Sammlung des Prinzen Johann Georg von Sachsen. Der Prinz selbst achtete sie als ein Herzstück seiner, auch wissenschaftlichen Interessen. Er widmete den Ikonen mehrere Einzeluntersuchungen in seinen Schriften. Sämtliche Ikonen in der Sammlung des Prinzen sind post-byzantinisch. Wenige Stücke datieren noch in das 16. Jahrhundert, der größte Teil der Ikonen wurde zwischen dem 17. und 19. Jahrhundert geschaffen.[57]

- Das Museum im Alten Schloss Schleißheim, ein Zweigmuseum des Bayerischen Nationalmuseums in München, beherbergt rund 50 Holz-Ikonen, schwerpunktmäßig aus dem 19. Jahrhundert und aus vorwiegend russischen Provenienzen, dazu ungefähr doppelt so viele Metall-Ikonen. Die Ikonen sind Teil der ökumenischen Sammlung Gertrud Weinhold, die 1986 an den Freistaat Bayern überging. Im Jahr 2000 bekam das Haus eine ca. anderthalb Dutzend Stücke umfassende Ikonenstiftung aus privater Hand mit russischen Ikonen des 17. bis 19. Jahrhunderts.

- Auch viele Diözesanmuseen beherbergen Ikonen, darunter das Diözesanmuseum Freising und das Kolumba in Köln.

- Auf Schloss Autenried in Ichenhausen bei Günzburg gibt es in Trägerschaft des Slavischen Instituts München und der Deutsch-Orthodoxen Kirche ein Ikonenmuseum (gegründet 1959). Dieses beherbergt griechisch-orthodoxe Kunst aus dem 16. Jahrhundert bis in die Neuzeit.

- Von 1932 bis zu seinem Tod 1946 sammelte Emilios Velimezis Ikonen für die Byzantinische Sammlung des Benaki-Museums in Athen. Teile dieser Sammlung wurden mehrmals im deutschsprachigen Raum ausgestellt, darunter im Ikonen-Museum Recklinghausen (1998), im Kunsthistorischen Museum in Wien (2007) und im Pergamonmuseum in Berlin (2007).

- Im Museum der Mildenburg in Miltenberg werden russische und griechische Ikonen sowie rumänische Hinterglas-Ikonen aus der Sammlung Joachim und Marianne Nentwig gezeigt.[58]

### In Russland
- Die Tretjakow-Galerie in Moskau hat die weltweit beste Sammlung russischer Kunst. Sie hält Ikonen des russischen Ikonenmalers Andrej Rubljow sowie eine große Sammlung von Ikonen vom 12. bis 17. Jahrhundert. Das wertvollste Ausstellungsstück ist die byzantinische Ikone der Gottesmutter von Wladimir.

- Die Eremitage in Sankt Petersburg beherbergt eine große Sammlung russischer Ikonen, die in der Sammlung Russischer Kultur und Kunst geführt werden.

### In Schweden
- Das Schwedische Nationalmuseum, Stockholm, besitzt mit über dreihundert vorwiegend altrussischen Ikonen aus dem 14./15. bis zum 19. Jahrhundert eine der bekanntesten und besten Sammlungen dieser Art außerhalb der russischen Republiken.

### In der Schweiz
- Das Musée Alexis Forel in Morges am Genfersee verfügt über eine Sammlung von 130 Ikonen, überwiegend aus Russland (Stiftung Jean-Pierre Müller), die in wechselnden Teilen ausgestellt werden.

- Das Musée d’art et d’histoire in Genf hat eine mehrere Dutzend Stücke umfassende Ikonensammlung. Sie ist monographisch publiziert und ist Teil der Schausammlung.[59]
- Die Ikonensammlung von Urs Peter Haemmerli im Museum Burghalde in Lenzburg ist die größte permanent ausgestellte Ikonensammlung in der Schweiz. Sie umfasst rund 65 russische Tafeln aus dem 16. bis 19. Jahrhundert.[60]

### In den Niederlanden
- Das Ikonenmuseum in Kampen, Niederlande, wurde 2005 eröffnet. Die Alexander-Stiftung für russisch-orthodoxe Kunst wurde geschaffen, um Sammlungen von Ikonen aus privaten Sammlungen für die Zukunft zu sichern und der Öffentlichkeit zugänglich zu machen. 2013 wurde die Sammlung Stefan Jeckel erworben. Die Sammlung besteht aus 1723 Metallikonen. Sie gehört zu den größten Sammlungen von Reise- und Metallikonen in der Welt.

### In England
- Das British Museum in London besitzt eine Sammlung von etwas über 100 Ikonen aus Byzanz, Griechenland und Russland. Die größte Gruppe bilden 72 russische Ikonen.[61]

### In Griechenland
- Die Ikonensammlung des Byzantinischen und Christlichen Museums in Athen umfasst rund 3000 Stücke.
- Die Klöster des Berges Athos haben teilweise bedeutende Ikonensammlungen. So besitzt das serbische Kloster Hilandar 3500 Ikonen, 1500 davon aus dem Mittelalter.[62]

In der Ausstellungshalle der Schatzkammer in der neuen Bibliothek des serbischen Klosters Hilandar werden zehn byzantinische Deësis-Ikonen des 13. Jahrhunderts, die einstmals zu elf Deesis-Ikonen der Ikonostase gehörten gezeigt. Sie enthält die kunsthistorisch als Meisterwerk geltende Muttergottes Hodegetria, die ursprünglich in der alten Ikonostase stand, sowie als zentrales Schaustück eine Mosaik-Ikone der Muttergottes Hodegetria aus dem 12. Jahrhundert. Neben der großen Zahl griechisch-byzantinischer Ikonen ist die aus serbischer Provenienz entstammende „Bogorodica Neoboriva stena“, die legendär mit der Schlacht auf dem Amselfeld in Verbindung gebracht wird, bedeutend. Größte Verehrung genießt die Gottesmutter Tricheirousa, die neben dem Stuhl des Abtes im Naos, der Kirche aufbewahrt wird und ein wesentliches Pilgerobjekt des Klosters ist. Sie ist die bedeutendste Ikone der Serbisch-Orthodoxen Kirche.

### In Italien

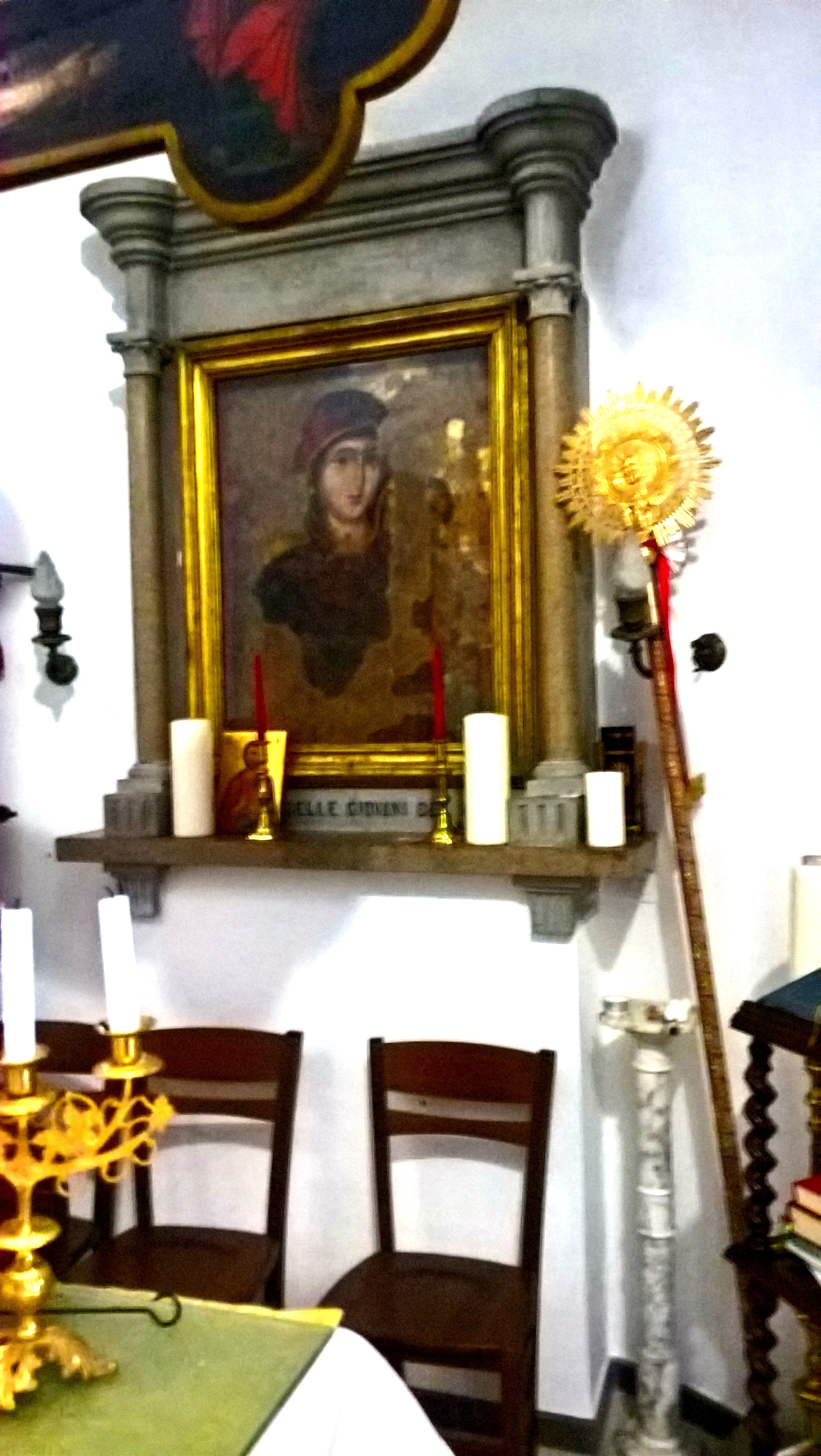
Ikone der Hodegetria (15. Jahrhundert) im Altarraum (Bema) in der Chiesa Santa Maria Assunta in Villa Badessa

- Die größte bestehende Sammlung von 77 epirotischen Ikonen in Mitteleuropa befindet sich in der Kirche Santa Maria Assunta in Villa Badessa, einer Fraktion der italienischen Gemeinde Rosciano in den Abruzzen. 1965 wurden die Ikonen, die zwischen dem 15. und 20. Jahrhundert „geschrieben“ wurden, vom italienischen Ministerium für öffentliche Bildung zu „Werken von nationalem Interesse" erklärt.[63][64]
- Museo Comunale delle Icone e della Tradizione Bizantina (Städtisches Museum der Ikonen und der byzantinischen Tradition) in Frascineto in der Provinz Cosenza in Kalabrien.[65] Das Museum beherbergt die private Sammlung des Archimandriten P. Paolo Lombardo. Nach der Neueröffnung am 19. April 2017 zählt die Sammlung zirka 600 griechische und russische Ikonen, die zwischen dem 18. und dem 20. Jahrhundert geschrieben wurden.[66]

### In Serbien
- Die Ikonensammlung des Serbischen Nationalmuseums in Belgrad beinhaltet Ikonen des 12. bis 18. Jahrhunderts mit Schwerpunkt 14. Jahrhundert. Insbesondere ist die doppelseitige Ikone mit der Darstellung der Madonna Hodegeteria und der Verkündigung, sowie der Ikone Zograf Longins der Heiligen Sava und Simeon bedeutend.
- Die umfangreiche Ikonensammlung des Ehepaars Sekulić (Zbirka ikona Sekulić) ist ebenfalls Teil des Serbischen Nationalmuseums, welches die Werke separat im ehemaligen Wohnsitz des Ehepaars ausstellt. Entstanden sind die Ikonen zwischen dem 15. und 20. Jahrhundert in Serbien, Nordmazedonien, Montenegro, Bosnien und Herzegowina, Kroatien, Italien, Griechenland und Russland. Es handelt sich um Werke bekannter, aber auch anonymer Künstler.[67]
- Das Museum der Serbisch-Orthodoxen Kirche im Patriarchensitz in Belgrad besitzt die bedeutendste Sammlung liturgischer und historischer Exponate des Mittelalters aus Serbien, in der insbesondere die Ikonen der Wiedererrichtung des Patriarchats von Peć 1557 bedeutend sind.[68]

### In Nordmazedonien

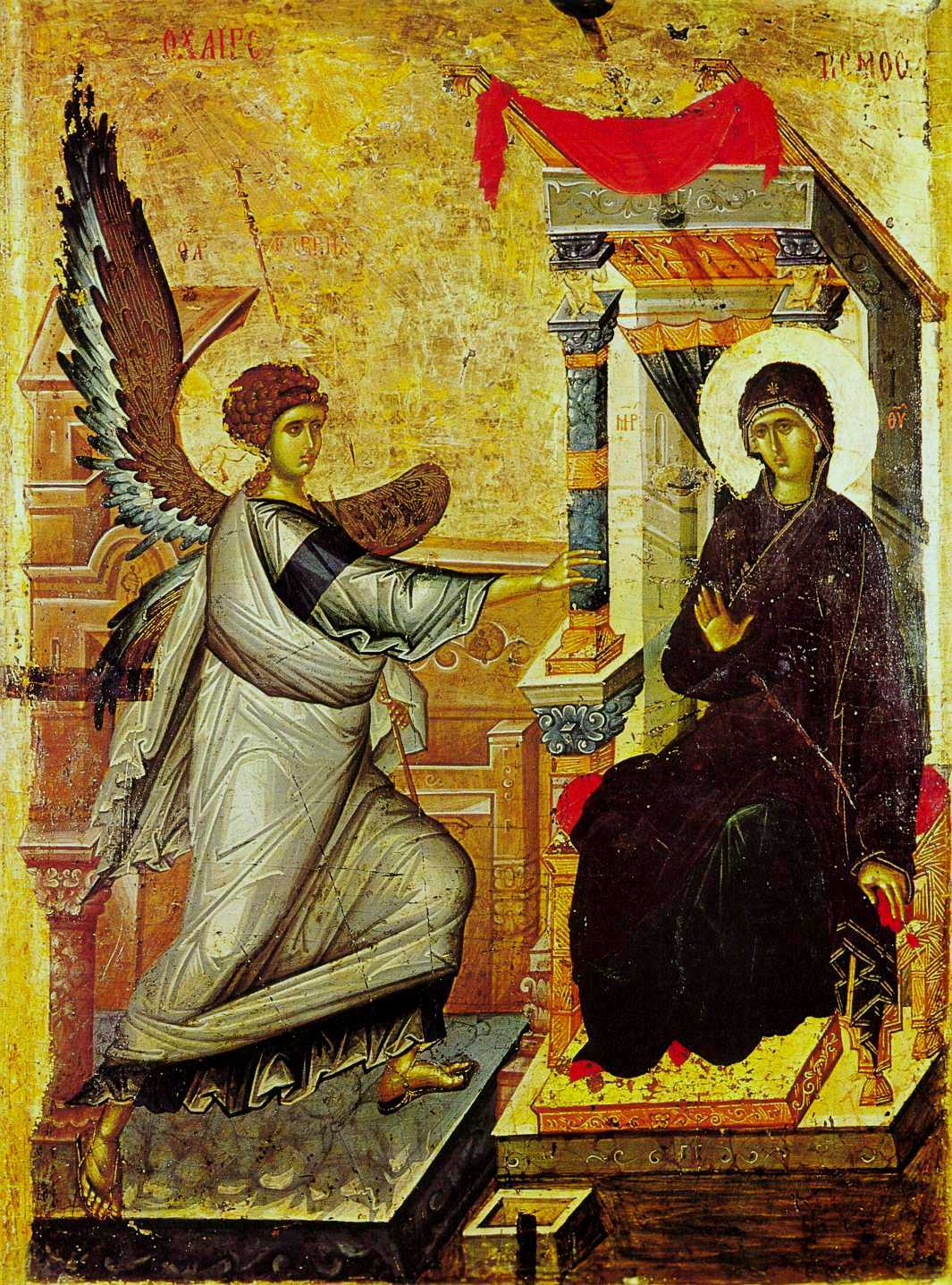
Ein Meisterwerk der Palaiologischen Renaissance ist die Ohrider Verkündung Mariae, Erste Hälfte des 14. Jahrhunderts

- Das Ikonen-Museum von Ohrid gehört zu den bedeutendsten der Welt. Es beherbergt eine der wichtigsten Sammlungen von Ikonen der Palaiologischen Renaissance.[69] Darunter sind eine Reihe großformatiger doppelseitiger Marien- und Christus-Ikonen mit Silberbeschlag, sowie die bekannt gewordenen Darstellung der Ohrider Verkündung Mariae aus der ersten Hälfte des 14. Jahrhunderts.

### In Bulgarien
- In der Sammlung des Archäologischen Museums in Sofia befindet sich insbesondere die doppelseitige Poganowo-Ikone, die aus kaiserlichen Werkstätten Konstantinopels oder aus Thessaloniki stammt.

### In Ägypten

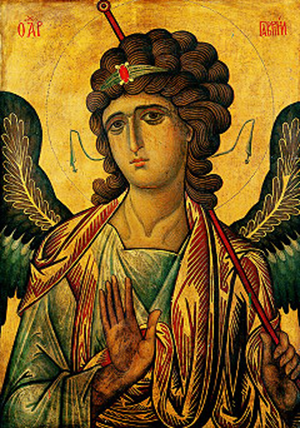
Erzengel Gabriel, Konstantinopel oder Sinai, 13. Jahrhundert

- Das Katharinenkloster auf dem Sinai besitzt die größte byzantinische Ikonen-Sammlung der Welt, in der sich auch Ikonen, die vor dem Ikonoklasmus gefertigt wurden, erhalten haben.[70] Die Ikone des Erzengel Gabriel aus dem 13. Jahrhundert wird als Meisterwerk der Byzantinischen Kunst angesehen. Die in enkaustischer Technik hergestellte Ikone des Christus Pantokrator aus dem 6. Jahrhundert gehört zu den ältesten seiner Art.

### In den Vereinigten Staaten
- Das Metropolitan Museum of Art unterhält in der Dependance The Met Cloisters eine der umfassendsten Sammlungen zur mittelalterlichen Kunst. Einer der Schwerpunkte ist die Kunst aus Byzanz der Zeit vom 5. bis 15. Jahrhundert.[71]
- Das Museum of Russian Icons in Clinton, Massachusetts, ist ein gemeinnütziges Kunstmuseum. Die Sammlung umfasst mehr als 1000 russische Ikonen und verwandte Kunstwerke. Damit ist sie eine der größten privaten Sammlungen russischer Ikonen außerhalb Russlands und die größte in Nordamerika. Die Ikonen der Sammlung reichen vom 15. Jahrhundert bis in die Gegenwart.[72]

## Abgeleitete Begriffe
- Ikonoklasmus: Zerstörung heiliger Bilder
- Ikonolatrie: Bilderanbetung
- Ikonografie: wissenschaftliche Deutung künstlerischer Motive
- Ikonografisches Heiligenattribut: kennzeichnendes Beiwerk abgebildeter Heiliger
- Ikonologie: wissenschaftliche Deutung symbolischer Formen
- Ikonostase: bildergeschmückte Wand in orthodoxen Kirchen
- Ikon: ähnliche Abbildungen
- Icon: Piktogramme in Benutzeroberflächen von Computern
- Stilikone: eine Person, die wegen ihres Modestils und Auftretens als ikonisch wahrgenommen wird.

## Spezielle Ikonen
- Auferstehungsikone
- Dreifaltigkeitsikone
- Marienikone